# Canis aureus
(Alfred Edmund Brehm)
Lo sciacallo dorato (Canis aureus Linnaeus, 1758), o semplicemente sciacallo, è un canide lupino di medie dimensioni, diffuso nell'Europa sud-orientale e centrale, in Asia Minore, nel Medio Oriente e nell'Asia sud-orientale. È classificato dalla IUCN come specie a rischio minimo, grazie al suo vastissimo areale che offre abbondanza di cibo e ripari.
È una specie sociale che vive in famiglie nucleari, composte da coppie accompagnate dai loro cuccioli. Si tratta di un animale estremamente adattabile, in grado di sfruttare una grande varietà di risorse alimentari, dai frutti e gli insetti fino ai piccoli ungulati. Dal 2005, la MSW riconosce 13 sottospecie di sciacallo dorato, ma studi genetici condotti nel 2015 hanno dimostrato che sei di queste, originarie dell'Africa, appartengono in realtà a una specie distinta, il Canis lupaster. Questo ha ridotto il numero delle sottospecie di sciacallo dorato a sette.
Benché simile a un lupo grigio di taglia ridotta, lo sciacallo dorato è più snello, con un muso più stretto, una coda più corta e un'andatura più leggera. Il suo mantello invernale differisce da quello del lupo per le sfumature più fulve e rossicce. Nonostante il nome comune, non è strettamente imparentato con lo sciacallo dalla gualdrappa e con lo sciacallo striato, essendo invece più vicino geneticamente al lupo grigio, al coyote e al caberù. Può produrre ibridi fertili sia con i lupi grigi che con quelli africani.
Lo sciacallo dorato riveste un ruolo importante nel folclore e nella letteratura mediorientale e asiatica, dove viene spesso rappresentato come un ingannatore, analogo alla volpe nelle fiabe europee e al coyote in quelle nordamericane.

## Etimologia
La parola "sciacallo" deriva dal termine turco çakal, a sua volta proveniente dal persiano shaghāl, che probabilmente trae origine dal sanscrito śṛgālaḥ. In lingua friulana è chiamato coiòte, mentre in veneto viene nominato sciacàl.

## Descrizione

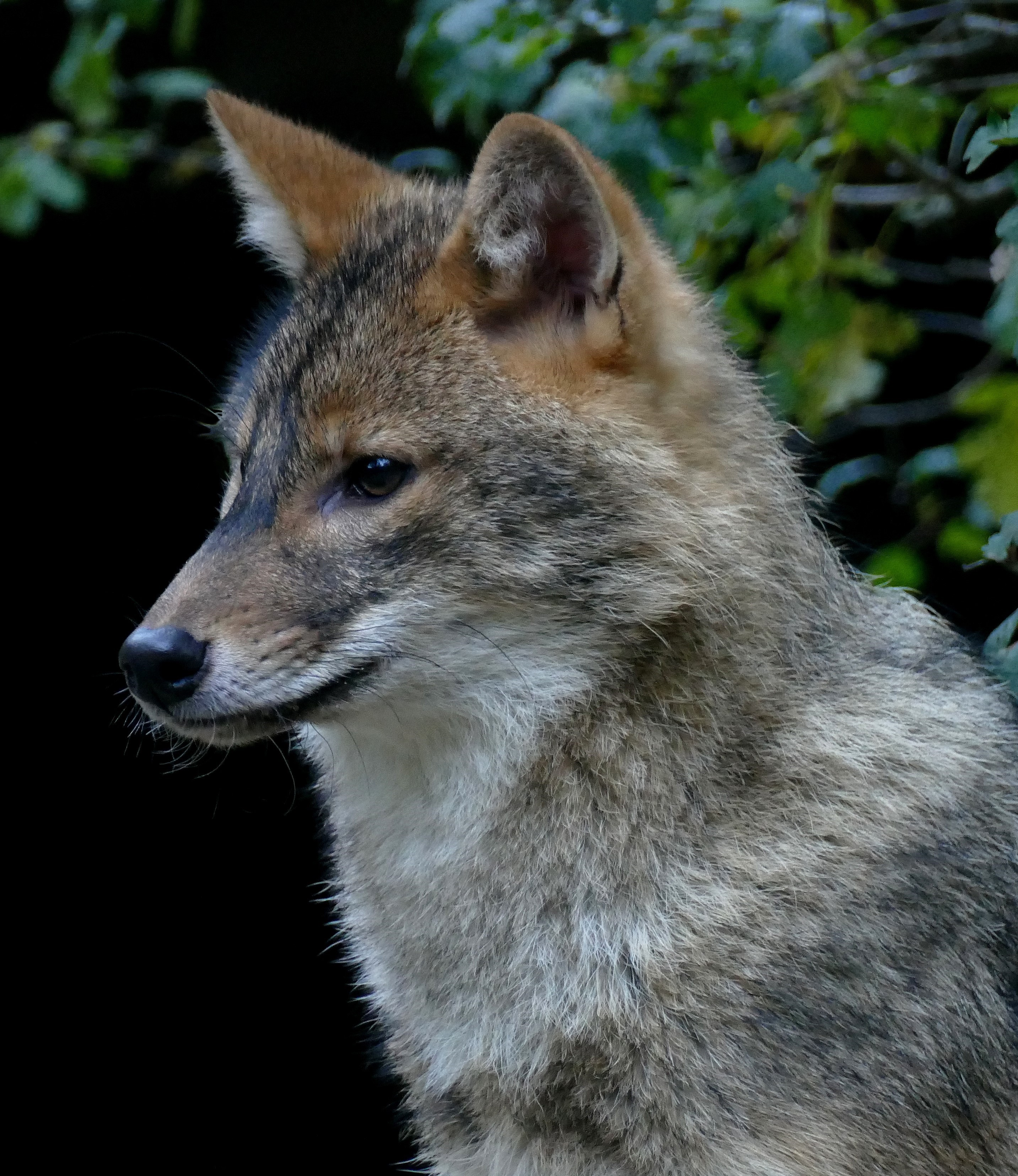
Testa

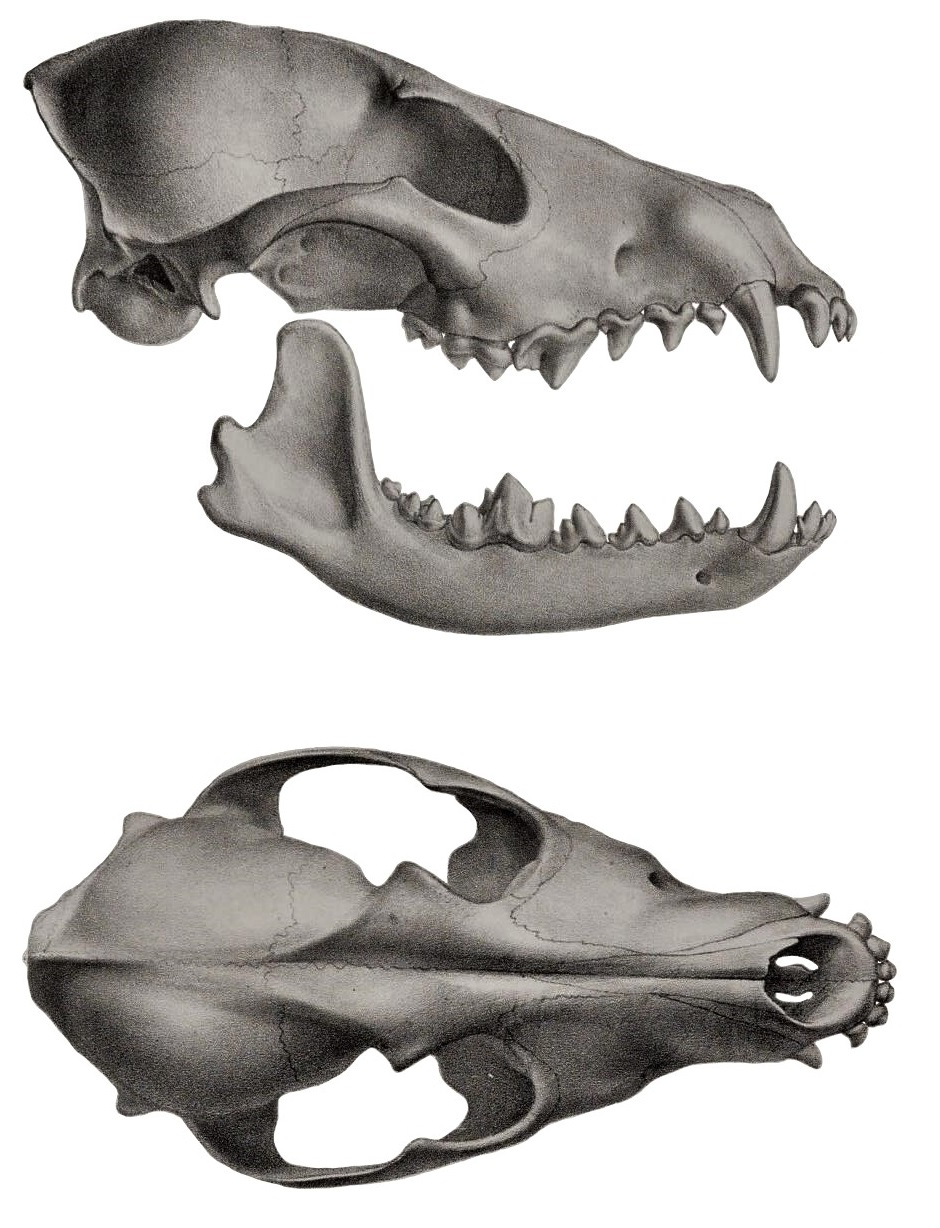
Aspetti laterali e dorsali del cranio

Lo sciacallo dorato è molto simile al lupo grigio nell'aspetto generale, ma se ne distingue per la taglia ridotta, il peso inferiore, gli arti più corti, il torace più allungato e la coda più corta. La punta della coda arriva fino al tallone o leggermente più in basso. La testa è meno tozza rispetto a quella del lupo, con una fronte meno elevata e un muso più stretto e appuntito. Le proiezioni del cranio sono altamente sviluppate, ma meno rispetto a quelle del lupo. I suoi denti canini sono grandi e tozzi, ma relativamente più snelli di quelli del lupo, mentre i carnassiali risultano meno robusti. I maschi misurano 71–85 cm in lunghezza, 44,5–50 cm in altezza al garrese e pesano circa 6–14 kg, mentre le femmine sono leggermente più piccole. In alcuni casi, lo sciacallo sviluppa un'escrescenza cornea sul cranio, alla quale gli abitanti dell'Asia sud-orientale attribuiscono poteri magici. Questo "corno" misura generalmente circa un centimetro ed è nascosto dal pelo. Le femmine possiedono 10 mammelle.
Il mantello invernale è generalmente di colore grigio-rossastro sporco, con le estremità dei peli di guardia che possono essere nerastre o rosso ruggine. La regione facciale, ad eccezione del muso, è rossastro-ruggine e ocra; sopra ogni occhio, la cui iride può essere marrone chiaro o scuro, è presente una striscia nera. Le labbra, le guance, il mento e la gola sono di un bianco sporco. La parte esterna delle zampe è rosso-ocra, mentre quella interna è di più chiara. Il mantello estivo è più rado, grossolano e corto, ma mantiene lo stesso colore di quello invernale, risultando però più lucente e meno scuro. Lo sciacallo dorato effettua la muta due volte l'anno, in primavera e in autunno.
Esemplari melanici non sono sconosciuti e in passato erano considerati "per niente rari" nel Bengala. Contrariamente ai lupi e ai coyote melanici, che hanno ereditato il manto nero attraverso incroci con i cani, è probabile che il melanismo nello sciacallo dorato sia il risultato di una mutazione indipendente e che rappresenti un tratto adattivo. Nel 2012, un esemplare albino è stato fotografato nel sud-est dell'Iran.

## Evoluzione e tassonomia

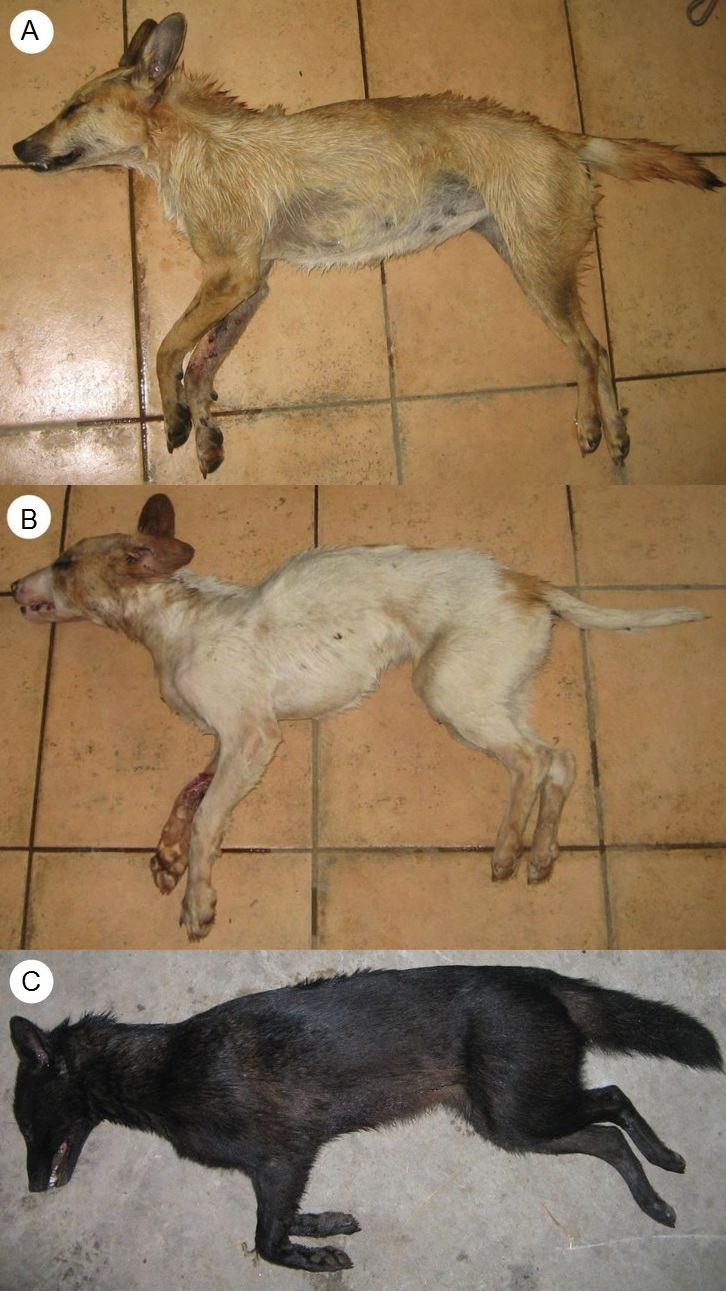
Tre sciacalli ibridi provenienti dalla Croazia.

Lo sciacallo dorato è scarsamente rappresentato nei reperti fossili, e il suo antenato diretto rimane sconosciuto. Due possibili candidati, Canis kuruksaensis e Canis arnensis (provenienti rispettivamente dal Tagikistan e dall'Italia Villafranchiana), si sono successivamente rivelati più strettamente imparentati con il coyote che con lo sciacallo. Fossili simili a quelli degli sciacalli risalgono al Pleistocene inferiore nel Sudafrica, ma esemplari inequivocabilmente identificati come Canis aureus compaiono solo all'inizio del Pleistocene medio. L'assenza di fossili nelle regioni del Caucaso e della Transcaucasia, dove lo sciacallo dorato vive attualmente, suggerisce che abbia colonizzato queste aree in tempi relativamente recenti. Tuttavia, fossili rinvenuti in Croazia indicano che la specie era presente in Dalmazia almeno dal Pleistocene superiore o dall'Olocene inferiore, suggerendo una presenza antica nella Penisola balcanica. È probabile che lo sciacallo abbia raggiunto i Balcani durante l'ultima era glaciale attraverso un ponte di terra corrispondente all'attuale stretto del Bosforo.
Lo sciacallo dorato è considerato il membro più tipico del genere Canis, grazie alla sua taglia media e alla mancanza di caratteristiche particolarmente specializzate. Sebbene sia meno "primitivo" dello sciacallo dalla gualdrappa e dello sciacallo striato, è anche meno specializzato del lupo grigio, come dimostrano il muso più corto, la dentatura meno robusta e le proiezioni del cranio meno sviluppate. Questi tratti sono associati a una dieta diversificata, composta da uccelli, roditori, piccoli vertebrati, insetti e carogne. Le caratteristiche del cranio, unite alla sua composizione genetica, indicano una parentela più stretta con il lupo e il coyote rispetto agli sciacalli dalla gualdrappa e striati.
Nel 2015, uno studio sul genoma mitocondriale e nucleare di sciacalli africani ed eurasiatici ha dimostrato che gli esemplari africani formano una stirpe monofiletica, giustificando la loro classificazione come specie separata, Canis anthus (successivamente rinominato Canis lupaster). Qualsiasi somiglianza superficiale tra le due specie è attribuibile a un'evoluzione parallela. Un'analisi filogenetica basata sulle sequenze nucleari ha rivelato che C. lupaster si è separato dal clado lupo/coyote circa 1,3 milioni di anni fa, mentre lo sciacallo dorato si è separato circa 1,9 milioni di anni fa.
|  | \| \| Cane \| \| \| \| \| \| Lupo grigio \| \| \| \| |
|  |                                                      |
|  | Coyote                                               |
|  |                                                      |
|  | Cane                                                 |
|  |                                                      |
|  | Lupo grigio                                          |
|  |                                                      |

|  | Cane        |
|  |             |
|  | Lupo grigio |
|  |             |

|  | \| \| Cane \| \| \| \| \| \| Lupo grigio \| \| \| \| |
|  |                                                      |
|  | Coyote                                               |
|  |                                                      |
|  | Cane                                                 |
|  |                                                      |
|  | Lupo grigio                                          |
|  |                                                      |

|  | Cane        |
|  |             |
|  | Lupo grigio |
|  |             |

|  | \| \| Cane \| \| \| \| \| \| Lupo grigio \| \| \| \| |
|  |                                                      |
|  | Coyote                                               |
|  |                                                      |
|  | Cane                                                 |
|  |                                                      |
|  | Lupo grigio                                          |
|  |                                                      |

|  | Cane        |
|  |             |
|  | Lupo grigio |
|  |             |

|  | \| \| Cane \| \| \| \| \| \| Lupo grigio \| \| \| \| |
|  |                                                      |
|  | Coyote                                               |
|  |                                                      |
|  | Cane                                                 |
|  |                                                      |
|  | Lupo grigio                                          |
|  |                                                      |

|  | Cane        |
|  |             |
|  | Lupo grigio |
|  |             |

|  | \| \| Cane \| \| \| \| \| \| Lupo grigio \| \| \| \| |
|  |                                                      |
|  | Coyote                                               |
|  |                                                      |
|  | Cane                                                 |
|  |                                                      |
|  | Lupo grigio                                          |
|  |                                                      |

|  | Cane        |
|  |             |
|  | Lupo grigio |
|  |             |

|  | \| \| Cane \| \| \| \| \| \| Lupo grigio \| \| \| \| |
|  |                                                      |
|  | Coyote                                               |
|  |                                                      |
|  | Cane                                                 |
|  |                                                      |
|  | Lupo grigio                                          |
|  |                                                      |

|  | Cane        |
|  |             |
|  | Lupo grigio |
|  |             |

|  | \| \| Cane \| \| \| \| \| \| Lupo grigio \| \| \| \| |
|  |                                                      |
|  | Coyote                                               |
|  |                                                      |
|  | Cane                                                 |
|  |                                                      |
|  | Lupo grigio                                          |
|  |                                                      |

|  | Cane        |
|  |             |
|  | Lupo grigio |
|  |             |

|  | \| \| Cane \| \| \| \| \| \| Lupo grigio \| \| \| \| |
|  |                                                      |
|  | Coyote                                               |
|  |                                                      |
|  | Cane                                                 |
|  |                                                      |
|  | Lupo grigio                                          |
|  |                                                      |

|  | Cane        |
|  |             |
|  | Lupo grigio |
|  |             |

|  | \| \| Cane \| \| \| \| \| \| Lupo grigio \| \| \| \| |
|  |                                                      |
|  | Coyote                                               |
|  |                                                      |
|  | Cane                                                 |
|  |                                                      |
|  | Lupo grigio                                          |
|  |                                                      |

|  | Cane        |
|  |             |
|  | Lupo grigio |
|  |             |

|  | \| \| Cane \| \| \| \| \| \| Lupo grigio \| \| \| \| |
|  |                                                      |
|  | Coyote                                               |
|  |                                                      |
|  | Cane                                                 |
|  |                                                      |
|  | Lupo grigio                                          |
|  |                                                      |

|  | Cane        |
|  |             |
|  | Lupo grigio |
|  |             |

|  | \| \| Cane \| \| \| \| \| \| Lupo grigio \| \| \| \| |
|  |                                                      |
|  | Coyote                                               |
|  |                                                      |
|  | Cane                                                 |
|  |                                                      |
|  | Lupo grigio                                          |
|  |                                                      |

|  | Cane        |
|  |             |
|  | Lupo grigio |
|  |             |

|  | \| \| Cane \| \| \| \| \| \| Lupo grigio \| \| \| \| |
|  |                                                      |
|  | Coyote                                               |
|  |                                                      |
|  | Cane                                                 |
|  |                                                      |
|  | Lupo grigio                                          |
|  |                                                      |

|  | Cane        |
|  |             |
|  | Lupo grigio |
|  |             |

|  | \| \| Cane \| \| \| \| \| \| Lupo grigio \| \| \| \| |
|  |                                                      |
|  | Coyote                                               |
|  |                                                      |
|  | Cane                                                 |
|  |                                                      |
|  | Lupo grigio                                          |
|  |                                                      |

|  | Cane        |
|  |             |
|  | Lupo grigio |
|  |             |

|  | \| \| Cane \| \| \| \| \| \| Lupo grigio \| \| \| \| |
|  |                                                      |
|  | Coyote                                               |
|  |                                                      |
|  | Cane                                                 |
|  |                                                      |
|  | Lupo grigio                                          |
|  |                                                      |

|  | Cane        |
|  |             |
|  | Lupo grigio |
|  |             |

|  | \| \| Cane \| \| \| \| \| \| Lupo grigio \| \| \| \| |
|  |                                                      |
|  | Coyote                                               |
|  |                                                      |
|  | Cane                                                 |
|  |                                                      |
|  | Lupo grigio                                          |
|  |                                                      |

|  | Cane        |
|  |             |
|  | Lupo grigio |
|  |             |

|  | \| \| Cane \| \| \| \| \| \| Lupo grigio \| \| \| \| |
|  |                                                      |
|  | Coyote                                               |
|  |                                                      |
|  | Cane                                                 |
|  |                                                      |
|  | Lupo grigio                                          |
|  |                                                      |

|  | Cane        |
|  |             |
|  | Lupo grigio |
|  |             |

|  | \| \| Cane \| \| \| \| \| \| Lupo grigio \| \| \| \| |
|  |                                                      |
|  | Coyote                                               |
|  |                                                      |
|  | Cane                                                 |
|  |                                                      |
|  | Lupo grigio                                          |
|  |                                                      |

|  | Cane        |
|  |             |
|  | Lupo grigio |
|  |             |

|  | \| \| Cane \| \| \| \| \| \| Lupo grigio \| \| \| \| |
|  |                                                      |
|  | Coyote                                               |
|  |                                                      |
|  | Cane                                                 |
|  |                                                      |
|  | Lupo grigio                                          |
|  |                                                      |

|  | Cane        |
|  |             |
|  | Lupo grigio |
|  |             |

|  | \| \| Cane \| \| \| \| \| \| Lupo grigio \| \| \| \| |
|  |                                                      |
|  | Coyote                                               |
|  |                                                      |
|  | Cane                                                 |
|  |                                                      |
|  | Lupo grigio                                          |
|  |                                                      |

|  | Cane        |
|  |             |
|  | Lupo grigio |
|  |             |

|  | \| \| Cane \| \| \| \| \| \| Lupo grigio \| \| \| \| |
|  |                                                      |
|  | Coyote                                               |
|  |                                                      |
|  | Cane                                                 |
|  |                                                      |
|  | Lupo grigio                                          |
|  |                                                      |

|  | Cane        |
|  |             |
|  | Lupo grigio |
|  |             |

|  | \| \| Cane \| \| \| \| \| \| Lupo grigio \| \| \| \| |
|  |                                                      |
|  | Coyote                                               |
|  |                                                      |
|  | Cane                                                 |
|  |                                                      |
|  | Lupo grigio                                          |
|  |                                                      |

|  | Cane        |
|  |             |
|  | Lupo grigio |
|  |             |

|  | \| \| Cane \| \| \| \| \| \| Lupo grigio \| \| \| \| |
|  |                                                      |
|  | Coyote                                               |
|  |                                                      |
|  | Cane                                                 |
|  |                                                      |
|  | Lupo grigio                                          |
|  |                                                      |

|  | Cane        |
|  |             |
|  | Lupo grigio |
|  |             |

|  | \| \| Cane \| \| \| \| \| \| Lupo grigio \| \| \| \| |
|  |                                                      |
|  | Coyote                                               |
|  |                                                      |
|  | Cane                                                 |
|  |                                                      |
|  | Lupo grigio                                          |
|  |                                                      |

|  | Cane        |
|  |             |
|  | Lupo grigio |
|  |             |

|  | \| \| Cane \| \| \| \| \| \| Lupo grigio \| \| \| \| |
|  |                                                      |
|  | Coyote                                               |
|  |                                                      |
|  | Cane                                                 |
|  |                                                      |
|  | Lupo grigio                                          |
|  |                                                      |

|  | Cane        |
|  |             |
|  | Lupo grigio |
|  |             |

|  | \| \| Cane \| \| \| \| \| \| Lupo grigio \| \| \| \| |
|  |                                                      |
|  | Coyote                                               |
|  |                                                      |
|  | Cane                                                 |
|  |                                                      |
|  | Lupo grigio                                          |
|  |                                                      |

|  | Cane        |
|  |             |
|  | Lupo grigio |
|  |             |

|  | \| \| Cane \| \| \| \| \| \| Lupo grigio \| \| \| \| |
|  |                                                      |
|  | Coyote                                               |
|  |                                                      |
|  | Cane                                                 |
|  |                                                      |
|  | Lupo grigio                                          |
|  |                                                      |

|  | Cane        |
|  |             |
|  | Lupo grigio |
|  |             |

|  | \| \| Cane \| \| \| \| \| \| Lupo grigio \| \| \| \| |
|  |                                                      |
|  | Coyote                                               |
|  |                                                      |
|  | Cane                                                 |
|  |                                                      |
|  | Lupo grigio                                          |
|  |                                                      |

|  | Cane        |
|  |             |
|  | Lupo grigio |
|  |             |

|  | \| \| Cane \| \| \| \| \| \| Lupo grigio \| \| \| \| |
|  |                                                      |
|  | Coyote                                               |
|  |                                                      |
|  | Cane                                                 |
|  |                                                      |
|  | Lupo grigio                                          |
|  |                                                      |

|  | Cane        |
|  |             |
|  | Lupo grigio |
|  |             |

|  | \| \| Cane \| \| \| \| \| \| Lupo grigio \| \| \| \| |
|  |                                                      |
|  | Coyote                                               |
|  |                                                      |
|  | Cane                                                 |
|  |                                                      |
|  | Lupo grigio                                          |
|  |                                                      |

|  | Cane        |
|  |             |
|  | Lupo grigio |
|  |             |

|  | \| \| Cane \| \| \| \| \| \| Lupo grigio \| \| \| \| |
|  |                                                      |
|  | Coyote                                               |
|  |                                                      |
|  | Cane                                                 |
|  |                                                      |
|  | Lupo grigio                                          |
|  |                                                      |

|  | Cane        |
|  |             |
|  | Lupo grigio |
|  |             |

|  | \| \| Cane \| \| \| \| \| \| Lupo grigio \| \| \| \| |
|  |                                                      |
|  | Coyote                                               |
|  |                                                      |
|  | Cane                                                 |
|  |                                                      |
|  | Lupo grigio                                          |
|  |                                                      |

|  | Cane        |
|  |             |
|  | Lupo grigio |
|  |             |

|  | \| \| Cane \| \| \| \| \| \| Lupo grigio \| \| \| \| |
|  |                                                      |
|  | Coyote                                               |
|  |                                                      |
|  | Cane                                                 |
|  |                                                      |
|  | Lupo grigio                                          |
|  |                                                      |

|  | Cane        |
|  |             |
|  | Lupo grigio |
|  |             |

|  | \| \| Sciacallo striato \| \| \| \| \| \| Sciacallo dalla gualdrappa \| \| \| \| |
|  |                                                                                  |
|  | Sciacallo striato                                                                |
|  |                                                                                  |
|  | Sciacallo dalla gualdrappa                                                       |
|  |                                                                                  |

|  | Sciacallo striato          |
|  |                            |
|  | Sciacallo dalla gualdrappa |
|  |                            |

|  | \| \| Cane \| \| \| \| \| \| Lupo grigio \| \| \| \| |
|  |                                                      |
|  | Coyote                                               |
|  |                                                      |
|  | Cane                                                 |
|  |                                                      |
|  | Lupo grigio                                          |
|  |                                                      |

|  | Cane        |
|  |             |
|  | Lupo grigio |
|  |             |

|  | \| \| Cane \| \| \| \| \| \| Lupo grigio \| \| \| \| |
|  |                                                      |
|  | Coyote                                               |
|  |                                                      |
|  | Cane                                                 |
|  |                                                      |
|  | Lupo grigio                                          |
|  |                                                      |

|  | Cane        |
|  |             |
|  | Lupo grigio |
|  |             |

|  | \| \| Cane \| \| \| \| \| \| Lupo grigio \| \| \| \| |
|  |                                                      |
|  | Coyote                                               |
|  |                                                      |
|  | Cane                                                 |
|  |                                                      |
|  | Lupo grigio                                          |
|  |                                                      |

|  | Cane        |
|  |             |
|  | Lupo grigio |
|  |             |

|  | \| \| Cane \| \| \| \| \| \| Lupo grigio \| \| \| \| |
|  |                                                      |
|  | Coyote                                               |
|  |                                                      |
|  | Cane                                                 |
|  |                                                      |
|  | Lupo grigio                                          |
|  |                                                      |

|  | Cane        |
|  |             |
|  | Lupo grigio |
|  |             |

|  | \| \| Cane \| \| \| \| \| \| Lupo grigio \| \| \| \| |
|  |                                                      |
|  | Coyote                                               |
|  |                                                      |
|  | Cane                                                 |
|  |                                                      |
|  | Lupo grigio                                          |
|  |                                                      |

|  | Cane        |
|  |             |
|  | Lupo grigio |
|  |             |

|  | \| \| Cane \| \| \| \| \| \| Lupo grigio \| \| \| \| |
|  |                                                      |
|  | Coyote                                               |
|  |                                                      |
|  | Cane                                                 |
|  |                                                      |
|  | Lupo grigio                                          |
|  |                                                      |

|  | Cane        |
|  |             |
|  | Lupo grigio |
|  |             |

|  | \| \| Cane \| \| \| \| \| \| Lupo grigio \| \| \| \| |
|  |                                                      |
|  | Coyote                                               |
|  |                                                      |
|  | Cane                                                 |
|  |                                                      |
|  | Lupo grigio                                          |
|  |                                                      |

|  | Cane        |
|  |             |
|  | Lupo grigio |
|  |             |

|  | \| \| Cane \| \| \| \| \| \| Lupo grigio \| \| \| \| |
|  |                                                      |
|  | Coyote                                               |
|  |                                                      |
|  | Cane                                                 |
|  |                                                      |
|  | Lupo grigio                                          |
|  |                                                      |

|  | Cane        |
|  |             |
|  | Lupo grigio |
|  |             |

|  | \| \| Cane \| \| \| \| \| \| Lupo grigio \| \| \| \| |
|  |                                                      |
|  | Coyote                                               |
|  |                                                      |
|  | Cane                                                 |
|  |                                                      |
|  | Lupo grigio                                          |
|  |                                                      |

|  | Cane        |
|  |             |
|  | Lupo grigio |
|  |             |

|  | \| \| Cane \| \| \| \| \| \| Lupo grigio \| \| \| \| |
|  |                                                      |
|  | Coyote                                               |
|  |                                                      |
|  | Cane                                                 |
|  |                                                      |
|  | Lupo grigio                                          |
|  |                                                      |

|  | Cane        |
|  |             |
|  | Lupo grigio |
|  |             |

|  | \| \| Cane \| \| \| \| \| \| Lupo grigio \| \| \| \| |
|  |                                                      |
|  | Coyote                                               |
|  |                                                      |
|  | Cane                                                 |
|  |                                                      |
|  | Lupo grigio                                          |
|  |                                                      |

|  | Cane        |
|  |             |
|  | Lupo grigio |
|  |             |

|  | \| \| Cane \| \| \| \| \| \| Lupo grigio \| \| \| \| |
|  |                                                      |
|  | Coyote                                               |
|  |                                                      |
|  | Cane                                                 |
|  |                                                      |
|  | Lupo grigio                                          |
|  |                                                      |

|  | Cane        |
|  |             |
|  | Lupo grigio |
|  |             |

|  | \| \| Cane \| \| \| \| \| \| Lupo grigio \| \| \| \| |
|  |                                                      |
|  | Coyote                                               |
|  |                                                      |
|  | Cane                                                 |
|  |                                                      |
|  | Lupo grigio                                          |
|  |                                                      |

|  | Cane        |
|  |             |
|  | Lupo grigio |
|  |             |

|  | \| \| Cane \| \| \| \| \| \| Lupo grigio \| \| \| \| |
|  |                                                      |
|  | Coyote                                               |
|  |                                                      |
|  | Cane                                                 |
|  |                                                      |
|  | Lupo grigio                                          |
|  |                                                      |

|  | Cane        |
|  |             |
|  | Lupo grigio |
|  |             |

|  | \| \| Cane \| \| \| \| \| \| Lupo grigio \| \| \| \| |
|  |                                                      |
|  | Coyote                                               |
|  |                                                      |
|  | Cane                                                 |
|  |                                                      |
|  | Lupo grigio                                          |
|  |                                                      |

|  | Cane        |
|  |             |
|  | Lupo grigio |
|  |             |

|  | \| \| Cane \| \| \| \| \| \| Lupo grigio \| \| \| \| |
|  |                                                      |
|  | Coyote                                               |
|  |                                                      |
|  | Cane                                                 |
|  |                                                      |
|  | Lupo grigio                                          |
|  |                                                      |

|  | Cane        |
|  |             |
|  | Lupo grigio |
|  |             |

|  | \| \| Cane \| \| \| \| \| \| Lupo grigio \| \| \| \| |
|  |                                                      |
|  | Coyote                                               |
|  |                                                      |
|  | Cane                                                 |
|  |                                                      |
|  | Lupo grigio                                          |
|  |                                                      |

|  | Cane        |
|  |             |
|  | Lupo grigio |
|  |             |

|  | \| \| Cane \| \| \| \| \| \| Lupo grigio \| \| \| \| |
|  |                                                      |
|  | Coyote                                               |
|  |                                                      |
|  | Cane                                                 |
|  |                                                      |
|  | Lupo grigio                                          |
|  |                                                      |

|  | Cane        |
|  |             |
|  | Lupo grigio |
|  |             |

|  | \| \| Cane \| \| \| \| \| \| Lupo grigio \| \| \| \| |
|  |                                                      |
|  | Coyote                                               |
|  |                                                      |
|  | Cane                                                 |
|  |                                                      |
|  | Lupo grigio                                          |
|  |                                                      |

|  | Cane        |
|  |             |
|  | Lupo grigio |
|  |             |

|  | \| \| Cane \| \| \| \| \| \| Lupo grigio \| \| \| \| |
|  |                                                      |
|  | Coyote                                               |
|  |                                                      |
|  | Cane                                                 |
|  |                                                      |
|  | Lupo grigio                                          |
|  |                                                      |

|  | Cane        |
|  |             |
|  | Lupo grigio |
|  |             |

|  | \| \| Cane \| \| \| \| \| \| Lupo grigio \| \| \| \| |
|  |                                                      |
|  | Coyote                                               |
|  |                                                      |
|  | Cane                                                 |
|  |                                                      |
|  | Lupo grigio                                          |
|  |                                                      |

|  | Cane        |
|  |             |
|  | Lupo grigio |
|  |             |

|  | \| \| Cane \| \| \| \| \| \| Lupo grigio \| \| \| \| |
|  |                                                      |
|  | Coyote                                               |
|  |                                                      |
|  | Cane                                                 |
|  |                                                      |
|  | Lupo grigio                                          |
|  |                                                      |

|  | Cane        |
|  |             |
|  | Lupo grigio |
|  |             |

|  | \| \| Cane \| \| \| \| \| \| Lupo grigio \| \| \| \| |
|  |                                                      |
|  | Coyote                                               |
|  |                                                      |
|  | Cane                                                 |
|  |                                                      |
|  | Lupo grigio                                          |
|  |                                                      |

|  | Cane        |
|  |             |
|  | Lupo grigio |
|  |             |

|  | \| \| Cane \| \| \| \| \| \| Lupo grigio \| \| \| \| |
|  |                                                      |
|  | Coyote                                               |
|  |                                                      |
|  | Cane                                                 |
|  |                                                      |
|  | Lupo grigio                                          |
|  |                                                      |

|  | Cane        |
|  |             |
|  | Lupo grigio |
|  |             |

|  | \| \| Cane \| \| \| \| \| \| Lupo grigio \| \| \| \| |
|  |                                                      |
|  | Coyote                                               |
|  |                                                      |
|  | Cane                                                 |
|  |                                                      |
|  | Lupo grigio                                          |
|  |                                                      |

|  | Cane        |
|  |             |
|  | Lupo grigio |
|  |             |

|  | \| \| Cane \| \| \| \| \| \| Lupo grigio \| \| \| \| |
|  |                                                      |
|  | Coyote                                               |
|  |                                                      |
|  | Cane                                                 |
|  |                                                      |
|  | Lupo grigio                                          |
|  |                                                      |

|  | Cane        |
|  |             |
|  | Lupo grigio |
|  |             |

|  | \| \| Cane \| \| \| \| \| \| Lupo grigio \| \| \| \| |
|  |                                                      |
|  | Coyote                                               |
|  |                                                      |
|  | Cane                                                 |
|  |                                                      |
|  | Lupo grigio                                          |
|  |                                                      |

|  | Cane        |
|  |             |
|  | Lupo grigio |
|  |             |

|  | \| \| Cane \| \| \| \| \| \| Lupo grigio \| \| \| \| |
|  |                                                      |
|  | Coyote                                               |
|  |                                                      |
|  | Cane                                                 |
|  |                                                      |
|  | Lupo grigio                                          |
|  |                                                      |

|  | Cane        |
|  |             |
|  | Lupo grigio |
|  |             |

|  | \| \| Cane \| \| \| \| \| \| Lupo grigio \| \| \| \| |
|  |                                                      |
|  | Coyote                                               |
|  |                                                      |
|  | Cane                                                 |
|  |                                                      |
|  | Lupo grigio                                          |
|  |                                                      |

|  | Cane        |
|  |             |
|  | Lupo grigio |
|  |             |

|  | \| \| Cane \| \| \| \| \| \| Lupo grigio \| \| \| \| |
|  |                                                      |
|  | Coyote                                               |
|  |                                                      |
|  | Cane                                                 |
|  |                                                      |
|  | Lupo grigio                                          |
|  |                                                      |

|  | Cane        |
|  |             |
|  | Lupo grigio |
|  |             |

|  | \| \| Cane \| \| \| \| \| \| Lupo grigio \| \| \| \| |
|  |                                                      |
|  | Coyote                                               |
|  |                                                      |
|  | Cane                                                 |
|  |                                                      |
|  | Lupo grigio                                          |
|  |                                                      |

|  | Cane        |
|  |             |
|  | Lupo grigio |
|  |             |

|  | \| \| Cane \| \| \| \| \| \| Lupo grigio \| \| \| \| |
|  |                                                      |
|  | Coyote                                               |
|  |                                                      |
|  | Cane                                                 |
|  |                                                      |
|  | Lupo grigio                                          |
|  |                                                      |

|  | Cane        |
|  |             |
|  | Lupo grigio |
|  |             |

|  | \| \| Sciacallo striato \| \| \| \| \| \| Sciacallo dalla gualdrappa \| \| \| \| |
|  |                                                                                  |
|  | Sciacallo striato                                                                |
|  |                                                                                  |
|  | Sciacallo dalla gualdrappa                                                       |
|  |                                                                                  |

|  | Sciacallo striato          |
|  |                            |
|  | Sciacallo dalla gualdrappa |
|  |                            |

Nel tentativo di chiarire l'identità genetica delle popolazioni europee di sciacallo dorato, una squadra internazionale di ricercatori ha analizzato 15 marcatori microsatellitari su 97 esemplari provenienti dall'Europa e dal Caucaso. I risultati hanno mostrato che gli sciacalli europei presentano una bassa variabilità aplotipica rispetto agli esemplari israeliani, che spesso si sono incrociati con cani, lupi grigi e lupi africani. La maggior parte degli sciacalli europei sembra essere di origine caucasica. I livelli più alti di diversità genetica sono stati riscontrati negli sciacalli del Peloponneso, probabilmente una popolazione relitta degli sciacalli antichi che popolavano l'Europa prima del loro sterminio.
Poiché in Estonia e in Lituania lo sciacallo dorato è considerato una specie artificialmente introdotta e quindi soggetta a sterminio, gli studi hanno prestato particolare attenzione alle popolazioni baltiche. È emerso che gli esemplari estoni provengono dall'Europa sud-orientale, mentre quelli lituani sono di origine caucasica. Questi risultati hanno messo in discussione l'ipotesi di un'introduzione artificiale, supportando invece le evidenze precedenti di un'espansione naturale verso nord delle popolazioni dell'Europa sud-orientale e orientale.
In cattività, lo sciacallo dorato può incrociarsi con i coyote, ma gli ibridi risultanti diventano sterili a partire dalla seconda generazione. Al contrario, incroci con i cani e i lupi grigi danno origine a una prole fertile senza limitazioni. Nel 2015, in Croazia, è stato confermato il primo caso di ibridazione naturale tra sciacallo dorato e cane domestico attraverso l'abbattimento di tre esemplari con morfologie anomale. Sebbene l'accoppiamento tra sciacalli e lupi grigi non sia mai stato osservato direttamente, prove di tali eventi sono emerse da un'analisi del DNA mitocondriale di sciacalli e lupi in Bulgaria. Inoltre, tracce di DNA del lupo africano sono state trovate negli sciacalli israeliani, un fenomeno reso possibile dalla connessione geografica tra Israele ed Egitto.

### Sottospecie

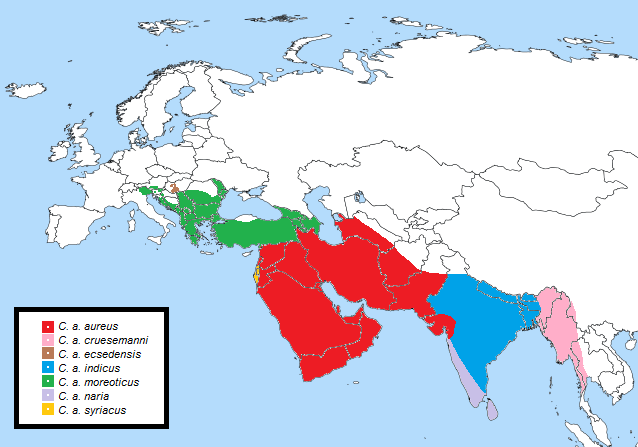
Zona areale delle varie sottospecie.

Data la vasta diffusione dello sciacallo dorato, sono state descritte numerose varianti locali, ma la genetica di questa specie rimane ancora poco compresa. Ad esempio, mentre il cariotipo degli sciacalli croati è simile a quello di cani e lupi (2n = 78; NF = 84), quello degli sciacalli indiani presenta differenze significative (NF = 80). Questo suggerisce la possibilità che lo sciacallo dorato rappresenti in realtà un aggregato di specie non ancora ben definite.
Dal 2005, la MSW riconosce 13 sottospecie di sciacallo dorato. Tuttavia, nel 2015, studi genetici hanno rivelato che sei delle presunte sottospecie africane appartengono invece a una specie distinta, il Canis lupaster. Questa specie presenta una divergenza genetica di circa il 6,7%, superiore a quella tra lupi grigi e coyote (4%) e tra lupi grigi e cani domestici (0,2%).
| Sottospecie                                  | Autore                          | Descrizione | Areale                                                                                                | Sinonimi |
| -------------------------------------------- | ------------------------------- | --- | --- | --- |
| Sciacallo comune Canis a. aureus             | Linnaeus, 1758                  | È la sottospecie nominale. Di grandi dimensioni, ha un soffice mantello chiaro dai toni prevalentemente color sabbia. | Vive in Asia centrale, Afghanistan, Iran, Iraq, penisola araba, Belucistan ed India nord-occidentale. | balcanicus (Brusina, 1892) caucasica (Kolenati, 1858) dalmatinus (Wagner, 1841) hadramauticus (Noack, 1896) hungaricus (Ehik, 1938) kola (Wroughton, 1916) lanka (Wroughton, 1916) maroccanus (Cabrera, 1921) typicus (Kolenati, 1858) vulgaris (Wagner, 1841) |
| Sciacallo siamese Canis a. cruesemanni       | Matschie, 1900                  | Ha dimensioni più piccole di C. a. indicus. Il suo status di sottospecie è stato messo in discussione da vari autori, i quali sostengono che la classificazione di questa razza si basi solamente sull'osservazione di esemplari in cattività. | Vive in Thailandia e nelle regioni che vanno dalla Birmania all'India orientale.                      | |
| Sciacallo della Pannonia Canis a. ecsedensis | Kretzoi, 1947                   | | | minor (Mojsisovico, 1897) |
| Sciacallo indiano Canis a. indicus           | Hodgson, 1833                   | Ha il mantello formato da un misto di peli neri e bianchi, con spalle, orecchie e zampe marroni. Gli esemplari che vivono ad altitudini più elevate tendono ad assumere toni di un marrone più pronunciato. I peli neri predominano al centro del dorso e sulla coda. Il ventre, il mento e i lati delle zampe sono bianco crema mentre la faccia e la parte bassa dei fianchi sono brizzolate di pelo grigio. Gli adulti raggiungono una lunghezza di 100 cm, un'altezza di 35–45 cm e un peso di 8–11 kg..            | Vive in India e Nepal.                                                                                | |
| Sciacallo europeo Canis a. moreoticus        | I. Geoffroy Saint-Hilaire, 1835 | È una delle sottospecie più grandi; gli esemplari di ambo i sessi misurano 120–125 cm di lunghezza e pesano 10-14,9 kg. Il mantello è grossolano e generalmente di colori brillanti che assumono una tonalità nerastra sul dorso. Le cosce, la parte superiore delle zampe, le orecchie e la fronte sono color marrone rossastro brillante. | Vive in Europa sud-orientale, Asia Minore e Caucaso.                                                  | graecus (Wagner, 1841) |
| Sciacallo dello Sri Lanka Canis a. naria     | Wroughton, 1916                 | È lungo 67–74 cm e pesa 5-8,6 kg. Il mantello invernale è più corto e ruvido e non così ispido come quello di C. a. indicus. Rispetto al manto di quest'ultimo ha inoltre il dorso più scuro, essendo nero e chiazzato di bianco. Le regioni inferiori sono più pigmentate sul mento, sulla parte posteriore della gola, sul petto e sulla parte anteriore del ventre, mentre le zampe sono color ocra, ruggine o marrone rossastro. La muta avviene prima che nel C. a. indicus e generalmente il pelo non schiarisce. | Vive in India meridionale e Sri Lanka.                                                                | lanka (Wroughton, 1838) |
| Sciacallo della Siria Canis a. syriacus      | Hemprich ed Ehrenberg, 1833     | Pesa 5–12 kg ed è lungo 60–90 cm. Si caratterizza dalle altre sottospecie per le orecchie marroni. Ogni pelo del dorso consiste di quattro distinti colori: bianco alla radice, quindi nero, rosso volpe e di nuovo nero sulla punta. | Vive in Israele e Giordania occidentale.                                                              | |

## Comportamento
Lo sciacallo dorato è un animale socialmente flessibile, capace di vivere sia in solitudine sia in gruppi familiari di 4-5 individui. I suoi vocalizzi ricordano quelli del cane, ma hanno un tono più "melancolico". Il suo ululato caratteristico consiste in un acuto Ai-yai! Ai-yai!, con una variante descritta in inglese come Dead Hindoo, where, where, where ("Indù morto, dove, dove, dove"). Gli adulti ululano in piedi, mentre i giovani o gli individui subordinati ululano da seduti, con una frequenza che aumenta durante la stagione degli accoppiamenti.
Sono stati osservati sciacalli che ululano in risposta a campane di chiesa, sirene, o ai fischi delle locomotive e dei battelli a vapore. Di solito, ululano all'alba, a mezzogiorno e nelle ore serali. Quando si trovano in prossimità di tigri o leopardi, emettono richiami di allarme descritti come Pheal, Phion o Phnew.
In confronto a giovani lupi e cani, i cuccioli di sciacallo dorato mostrano un comportamento molto più aggressivo e meno giocoso durante le interazioni tra loro, che spesso sfociano in lotte disinibite.

### Riproduzione e crescita

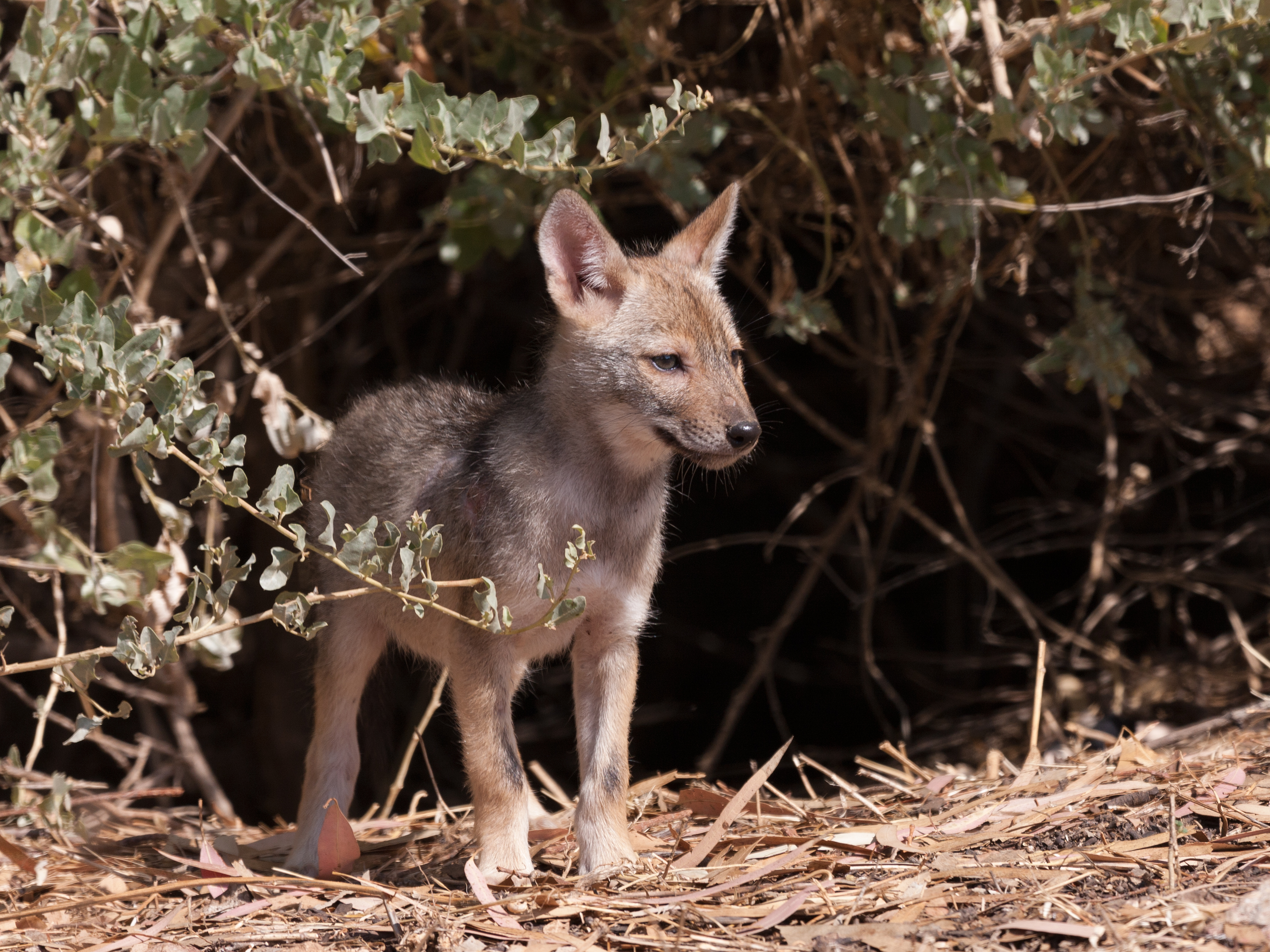
Cucciolo di sciacallo della siria (C. a. syriacus), park Yarkon, Israele.

In Transcaucasia, l'estro dello sciacallo dorato inizia a fine gennaio o agli inizi di febbraio, anticipando durante gli inverni più caldi. In Tagikistan e Uzbekistan, la stagione degli amori può prolungarsi fino ai primi di marzo. Nei maschi, la spermatogenesi inizia 10-12 giorni prima che le femmine entrino in estro, durante il quale i testicoli triplicano di peso. L'estro dura 3-4 giorni e, se una femmina non si accoppia in questo periodo, perde la recettività per 6-8 giorni. L'accoppiamento avviene di giorno, e al termine i partner rimangono uniti per 20-45 minuti. Lo sciacallo dorato è una specie monogama: le coppie rimangono unite fino alla morte di uno dei partner. I maschi partecipano attivamente all'allevamento dei piccoli, scavando anche la tana destinata alla prole. Il periodo di gestazione dura 60-63 giorni.
I piccoli nascono solitamente alla fine di marzo o agli inizi di aprile in Transcaucasia, verso la fine di aprile nel nord-est dell'Italia, mentre in Nepal possono nascere in qualsiasi periodo dell'anno. Le cucciolate contano da 3 a 8 piccoli, che nascono con gli occhi chiusi e un soffice pelo che varia dal grigio chiaro al marrone scuro. A un mese di età, primo mantello viene sostituito da un nuovo pelo rossastro con macchioline nere. Il periodo di allattamento varia a seconda del luogo: nel Caucaso dura 50-70 giorni, mentre in Tagikistan può prolungarsi fino a 90 giorni. I piccoli iniziano a mangiare carne all'età di 15-20 giorni, sebbene raramente vengano nutriti con cibo rigurgitato. Crescono rapidamente: a due giorni di vita pesano 201-214 g, a un mese 560-726 g, e a quattro mesi 2700-3250 g. Al termine dell'allattamento, vengono allontanati dalla madre.
I piccoli delle cucciolate precedenti possono rimanere con i genitori per aiutare ad allevare la prole successiva, sebbene il loro comportamento sessuale rimanga soppresso.

### Tane e ripari
Nel Caucaso e in Transcaucasia, le femmine dello sciacallo dorato partoriscono in tane scavate con l'assistenza dei maschi, sebbene possano talvolta appropriarsi di tane abbandonate da volpi o tassi. Le tane si trovano generalmente in fitti arbusti, sui pendii dei calanchi o su superfici piane. La tana ha una struttura semplice, con un'unica entrata che conduce a una cavità profonda 1-1,4 metri.
In Daghestan e in Azerbaigian, le cucciolate vengono talvolta partorite in fessure di alberi morti, tra le radici di alberi o sotto le pietre lungo i corsi d'acqua. Nell'Asia centrale, invece, lo sciacallo dorato non scava tane, ma si rifugia tra i cespugli di tugai. Gli sciacalli dei tugai lungo il fiume Vahš scavano tane lunghe fino a tre metri, situate sotto le radici degli alberi o all'interno di cespugli densi.

### Comportamento predatorio
Quando vanno a caccia, gli sciacalli dorati formano raramente piccoli gruppi, anche se in Transcaucasia, durante l'estate, sono stati osservati branchi multifamiliari composti da 8-12 esemplari. Quando caccia in solitaria, lo sciacallo dorato pattuglia un'area definita, fermandosi di tanto in tanto per annusare e ascoltare. Una volta individuata la preda, si nasconde, si avvicina lentamente e infine sferra l'attacco.
Quando caccia in coppia o in branco, gli esemplari si muovono parallelamente, coordinandosi per colpire la preda all'unisono. Nel caso di prede come roditori o uccelli acquatici, gli sciacalli corrono lungo entrambe le sponde di stretti fiumiciattoli o torrenti, spingendo la preda da un individuo all'altro per intrappolarla.

## Ecologia

### Habitat
Gli sciacalli dorati sono generalmente animali di pianura e raramente si spingono oltre i 600 metri di altitudine nel Caucaso e in Transcaucasia. Tuttavia, in alcune aree sono stati avvistati a quote più elevate, come a Borjomi (900-1050 metri) e in Armenia (840 metri). La loro presenza e la scelta dell'habitat dipendono in gran parte dalla disponibilità di cibo, acqua e fitte boscaglie, che offrono riparo dalle prede e dai predatori. Sono particolarmente abbondanti nelle regioni dove i corsi d'acqua non gelano per lunghi periodi e dove svernano gli Anseriformi. Sebbene non siano ben adattati ai climi rigidi, possono tollerare temperature di -25 °C e, in alcuni casi, fino a -35 °C. Durante le forti nevicate, si muovono esclusivamente lungo sentieri creati dall'uomo o da grandi animali.
Gli sciacalli evitano le aree desertiche prive di acqua, spingendosi solo ai loro margini. Sulle coste del Mar Nero e del Mar Caspio, prediligono boschetti spinosi attraversati da gallerie nel sottobosco, spesso create da cinghiali. In Asia centrale e in Kazakistan, preferiscono i boschetti di tugai, le macchie su terreni irrigui abbandonati e i canneti. Nelle valli con vegetazione meno fitta, come quelle di Gissar e Fergana, trovano rifugio su colline basse, nei canali in secca, in caverne o in tane abbandonate da volpi. In Iraq, gli sciacalli sono comuni nelle zone coltivate vicino al Golfo Persico e nelle montagne più basse. Si trovano anche in siti archeologici, dove il terreno secco consente di scavare tane durevoli, e lungo i canali di irrigazione, che offrono rifugi, terreno soffice e abbondanza di prede.
In Italia, lo sciacallo dorato si riproduce sia nei pressi delle cittadine di pianura, come nei dintorni di Udine, sia nelle vallate prealpine, come la valle del corso superiore del Natisone/Nadiza, il Carso, varie valli della Carnia, in Val Canale e il Canal del Ferro. È stato avvistato anche in aree alpine fino a 1200-1300 metri di altitudine, come i dintorni di San Vito di Cadore, la Val Pusteria/Pustertal e il Monte Peller in Val di Non. Altri avvistamenti recenti includono le Prealpi Giulie centro-occidentali, le Prealpi Carniche e alcune aree urbane della pianura alluvionale veneta, come San Donà di Piave (provincia di Venezia) e Preganziol (provincia di Treviso). Esemplari sub-adulti sono stati avvistati anche in Trentino, in Valsugana. Nel 2022, la presenza dello sciacallo dorato europeo (Canis aureus moreoticus) è stata ufficialmente confermata nel Parco nazionale del Circeo.

### Dieta

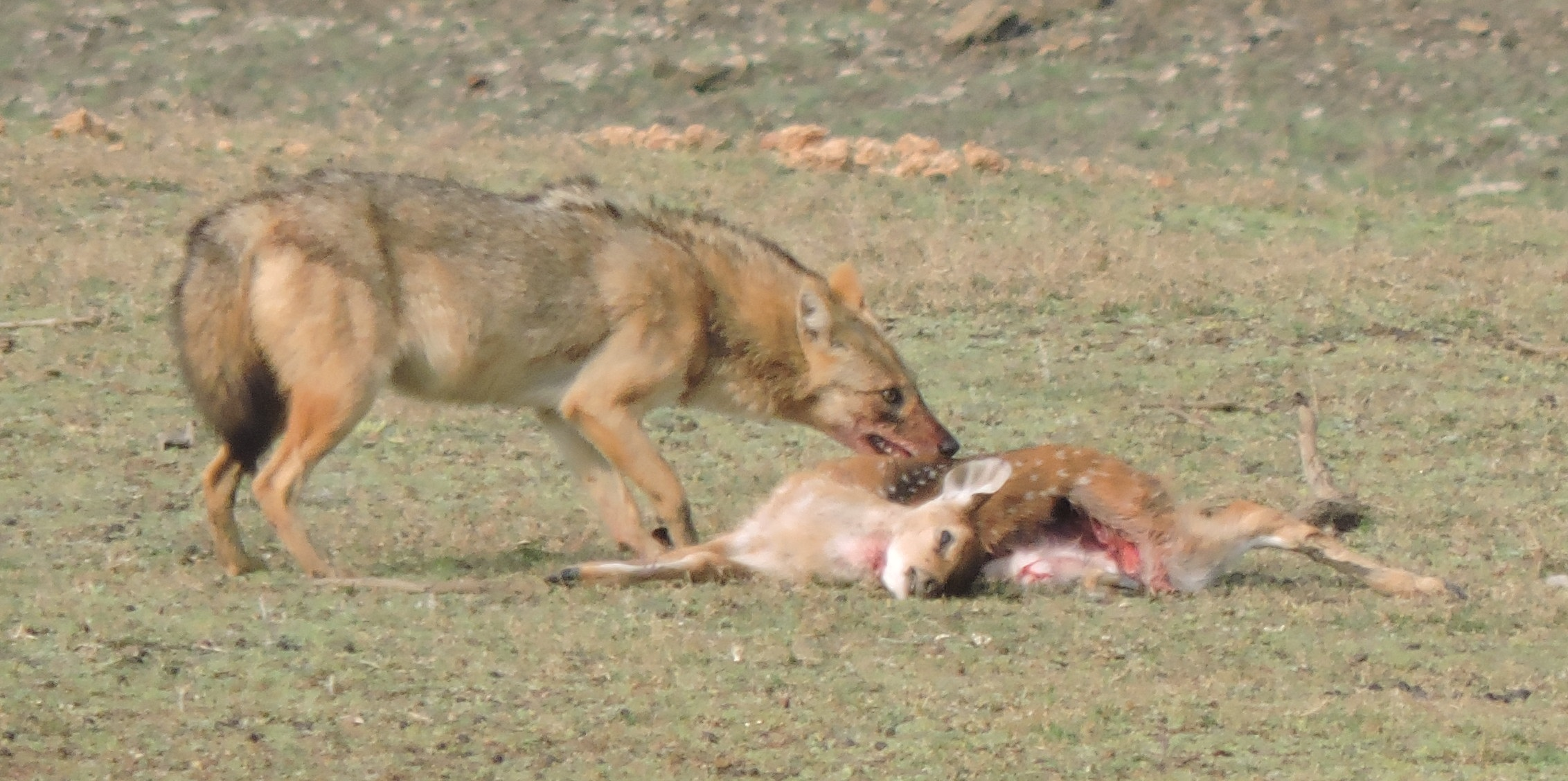
Sciacallo indiano (C. a. indicus) si nutre di una carcassa di cervo pomellato, Parco nazionale di Pench.

Lo sciacallo dorato ha abitudini alimentari opportunistiche: è sia predatore che spazzino e, in alcune stagioni, si nutre tranquillamente di rifiuti e vegetali. Nell'ex Unione Sovietica, gli sciacalli cacciano principalmente lepri, piccoli roditori, fagiani, pernici, anatre, folaghe, gallinelle d'acqua e passeracei. La loro dieta include anche lucertole, serpenti, rane, insetti, pesci e molluschi. Durante l'inverno, catturano un gran numero di nutrie e anseriformi, spesso uccidendo più prede di quante riescano a consumare. La loro alimentazione comprende anche diversi frutti, come pere, biancospini, cornioli e i frutti del nespolo comune. In primavera scavano per cercare bulbi e radici di canna da zucchero selvatica.
In estate, bevono regolarmente e si trattengono spesso vicino alle fonti d'acqua. Durante i periodi di siccità, scavano buche nei canali in secca per accedere all'acqua residua nel terreno e si nutrono di pesci morti e uccelli che scendono a terra per bere. Nelle vicinanze degli insediamenti umani, gli sciacalli cercano cibo presso macelli, discariche e luoghi in cui vengono sotterrati animali da allevamento morti. Negli anni venti, in Daghestan, erano soliti nutrirsi lungo le linee ferroviarie, raccogliendo gli avanzi di cibo gettati dai passeggeri.
In Ungheria, le prede più comuni sono l'arvicola campestre e l'arvicola rossastra. Sebbene le informazioni sulla dieta degli sciacalli dell'Italia nord-orientale siano scarse, si sa che si nutrono di piccoli caprioli e lepri. In Turchia, si cibano delle uova della rarissima tartaruga verde. Nel Bangladesh nord-occidentale, coppie di sciacalli sono state osservare mentre catturavano presbiti dal ciuffo, e, in rari casi, giovani esemplari di entello delle pianure settentrionali.

### Nemici e concorrenti

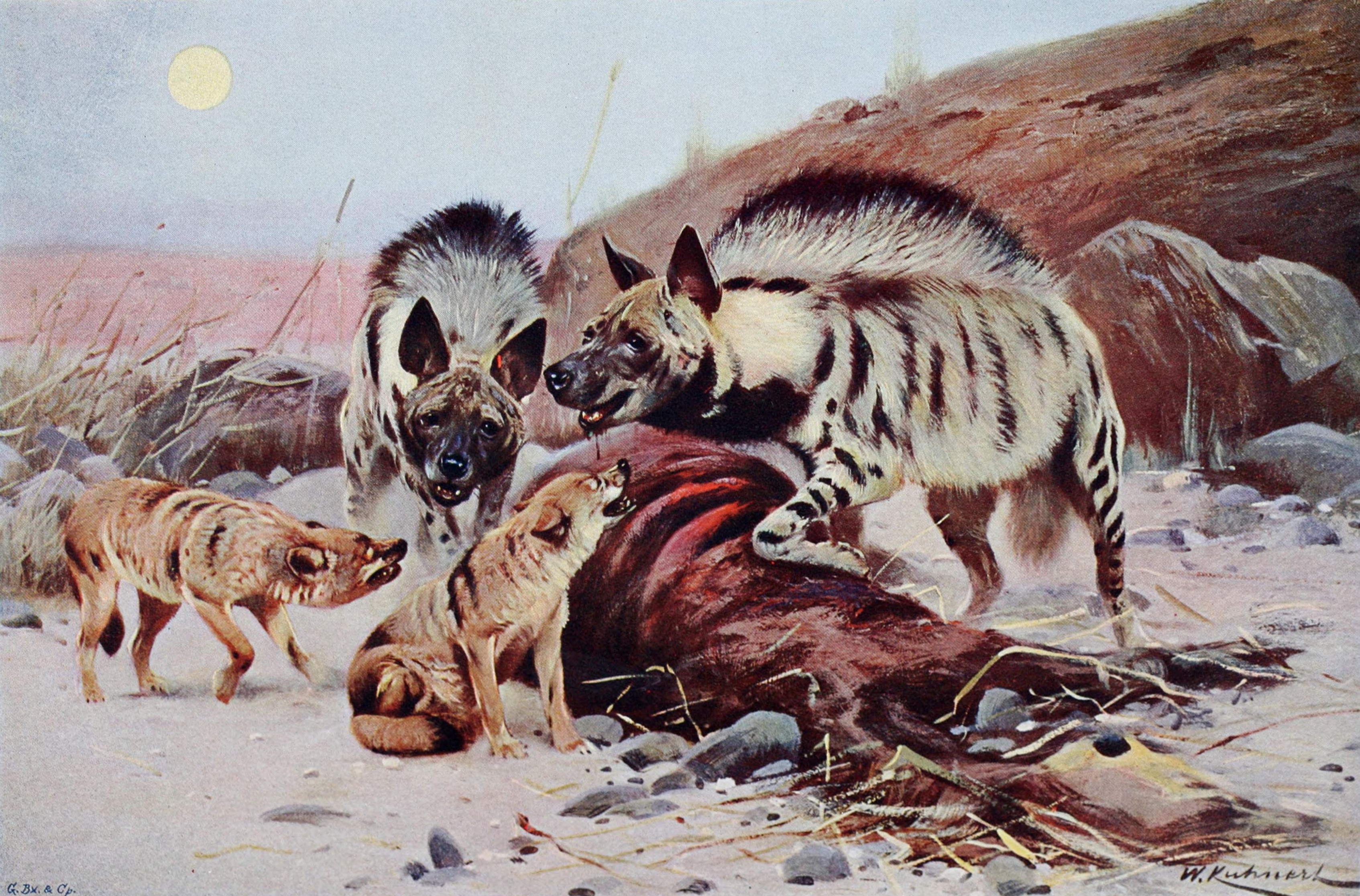
Sciacalli dorati e iene striate si disputano una carcassa in un'illustrazione del 1916.

Gli sciacalli dorati tendono ad assumere una posizione dominante nei confronti delle specie di Canidi più piccole. In Israele, dove le volpi rosse sono molto comuni, entrambe le specie condividono abitudini alimentari simili, il che porta spesso a un diretto conflitto. Sebbene più piccole, le volpi evitano incontri fisici con gli sciacalli, ignorando generalmente le tracce odorose lasciate nel loro territorio. Tuttavia, studi hanno dimostrato che nelle aree con una presenza numerosa di sciacalli, la popolazione delle volpi diminuisce significativamente, apparentemente a causa della competizione diretta.
Al contrario, gli sciacalli dorati sembrano prosperare in aree dove i lupi sono assenti. I lupi, infatti, non tollerano gli sciacalli nei loro territori e sono stati osservati avvicinarsi rapidamente alle stazioni di richiamo per scacciarli. La recente espansione dello sciacallo in Europa orientale e occidentale è stata attribuita al declino storico delle popolazioni di lupi. In particolare, la diffusione dello sciacallo nell'entroterra alto-adriatico sembra essere in rapida crescita nelle aree dove i lupi sono assenti o molto rari. In Asia sud-orientale, gli sciacalli dorati sono stati osservati cacciare insieme ai branchi di cuon.
In India, gli sciacalli solitari espulsi dai branchi formano relazioni commensali con le tigri. Questi sciacalli, noti come kol-bahl, seguono una determinata tigre a distanza di sicurezza per nutrirsi delle sue prede. In alcuni casi, un kol-bahl può addirittura avvertire la tigre della presenza di prede emettendo un forte richiamo simile a un pheal. Le tigri sembrano tollerare questi sciacalli: in un caso documentato, uno sciacallo camminava confidenzialmente avanti e indietro tra tre tigri che si muovevano vicine.
Nel Kutch, sempre in India, le iene striate sono note per predare gli sciacalli dorati. In un caso documentato, una tana di iena conteneva tre carcasse di sciacallo.

## Areale
L'attuale areale europeo dello sciacallo dorato si concentra principalmente nella Penisola Balcanica, dove la perdita di habitat e l'avvelenamento ne causarono l'estinzione in molte aree durante gli anni '60. Le popolazioni superstiti si concentrarono in zone isolate, come Strandža, la costa della Dalmazia, la Macedonia Egea e il Peloponneso. La specie iniziò a riprendersi in Bulgaria nel 1962, grazie a misure di protezione legale, e da lì espanse il suo areale in Romania e Serbia. Durante gli anni '80, esemplari isolati si spinsero in Italia, Slovenia, Austria, Ungheria e Slovacchia. Lo sciacallo dotato è incluso nell'Allegato V della Direttiva Habitat e, di conseguenza, è una specie protetta in tutti gli stati membri dell'Unione Europea.
In Oriente, il suo areale si estende attraverso la Turchia, la Siria, l'Iraq, l'Iran, l'Asia Centrale, l'intero subcontinente indiano, lo Sri Lanka, la Birmania, la Thailandia e varie zone dell'Indocina. In India, lo sciacallo dorato è incluso nell'allegato III della CITES e nella Scheda III dell'Atto per la Protezione della Fauna del 1972, che gli garantisce protezione legale, anche se con priorità relativamente bassa. La specie è presente in tutte le aree protette dell'India, ad eccezione delle zone elevate dell'Himalaya.

### In Europa

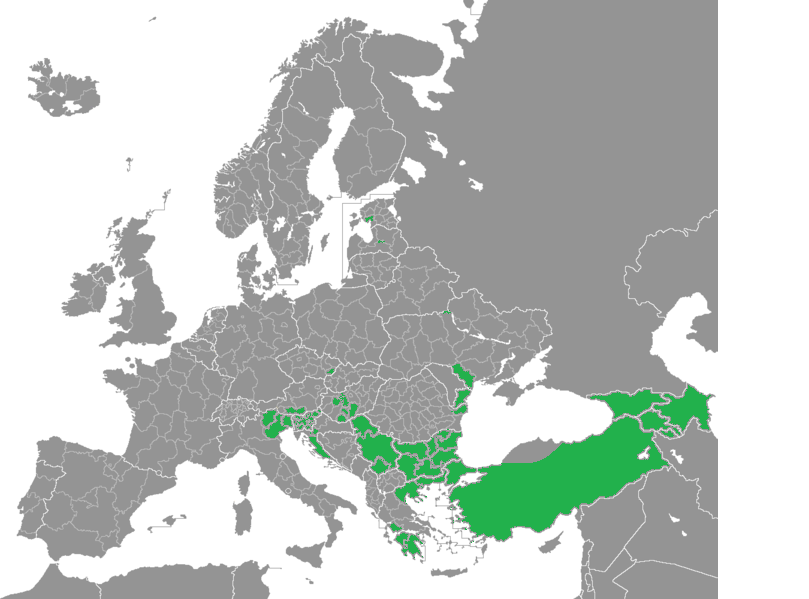
Areale europeo.

#### Balcani e Area del Mar Nero
La Bulgaria ospita la popolazione di sciacalli dorati più numerosa d'Europa, protagonista di un notevole incremento dai primi anni '60 fino agli anni '80. Tra i fattori che hanno favorito questa crescita vi sono la sostituzione delle foreste naturali con fitti arbusteti, un aumento delle carogne provenienti dalle riserve di caccia statali, una riduzione della popolazione di lupi e l'abbandono della pratica dell'avvelenamento. Nei primi anni '90, la popolazione di sciacalli in Bulgaria era stimata in circa 5000 individui. Questo numero è cresciuto ulteriormente nel 1994, per poi stabilizzarsi.
In Grecia, lo sciacallo dorato è il canide più raro, essendo estinto nelle regioni centrali e occidentali e sopravvivendo in popolazioni isolate nel Peloponneso, in Focide, sull'isola di Samo, nella Penisola Calcidica e nella Grecia nordorientale. La popolazione più numerosa si trova nella regione della Mesta. Sebbene la specie sia classificata come vulnerabile nella Lista Rossa IUCN greca, non è formalmente dichiarata protetta.
In Serbia, le popolazioni di sciacallo sono in costante aumento dagli anni '70, concentrandosi principalmente nella Serbia nordorientale e nella Sirmia inferiore. Sono particolarmente abbondanti nelle aree di Negotin e Bela Palanka, dove negli anni '90 furono abbattuti circa 500 esemplari.
In Croazia, un'indagine condotta nel 2007 ha registrato 19 branchi nella parte nordoccidentale di Ravni Kotari e due esemplari sull'isola di Puntadura. Lo sciacallo dorato è una specie protetta in Slovenia, dove fu avvistato per la prima volta nel 1952. Nel 2005, una femmina vagabonda fu abbattuta accidentalmente presso Gornji Grad. Nel 2009, due branchi furono individuati nelle paludi presso Lubiana.
In netto contrasto, le popolazioni in Albania sono sull'orlo dell'estinzione, con i pochi esemplari rimasti concentrati in tre zone umide lungo la costa adriatica.
Lo stato delle popolazioni di sciacallo dorato in Turchia, Romania, sulla costa settentrionale del Mar Nero e nel Caucaso è in gran parte sconosciuto. Tuttavia, ci sono indizi di un incremento in Romania e sulla costa nordoccidentale del Mar Nero, ma anche segnali di un declino in Turchia.

#### Europa centrale e settentrionale

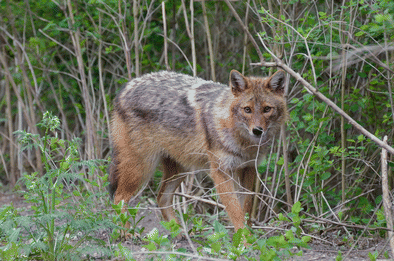
Sciacallo europeo presso la Biebrza nella Polonia nordorientale.

Lo sciacallo dorato scomparve in Ungheria negli anni '50 a causa degli abbattimenti eccessivi e della distruzione del suo habitat. Tuttavia, fece ritorno negli anni '70, con la prima coppia avvistata presso il confine meridionale del Transdanubio, successivamente tra il Danubio e il Tibisco. Da allora, la popolazione di sciacalli in Ungheria è cresciuta costantemente, con alcune stime che indicano numeri superiori a quelli delle volpi rosse. La colonizzazione dell'intero paese fu confermata nel 2007, con l'avvistamento di un esemplare presso la frontiera con l'Austria.

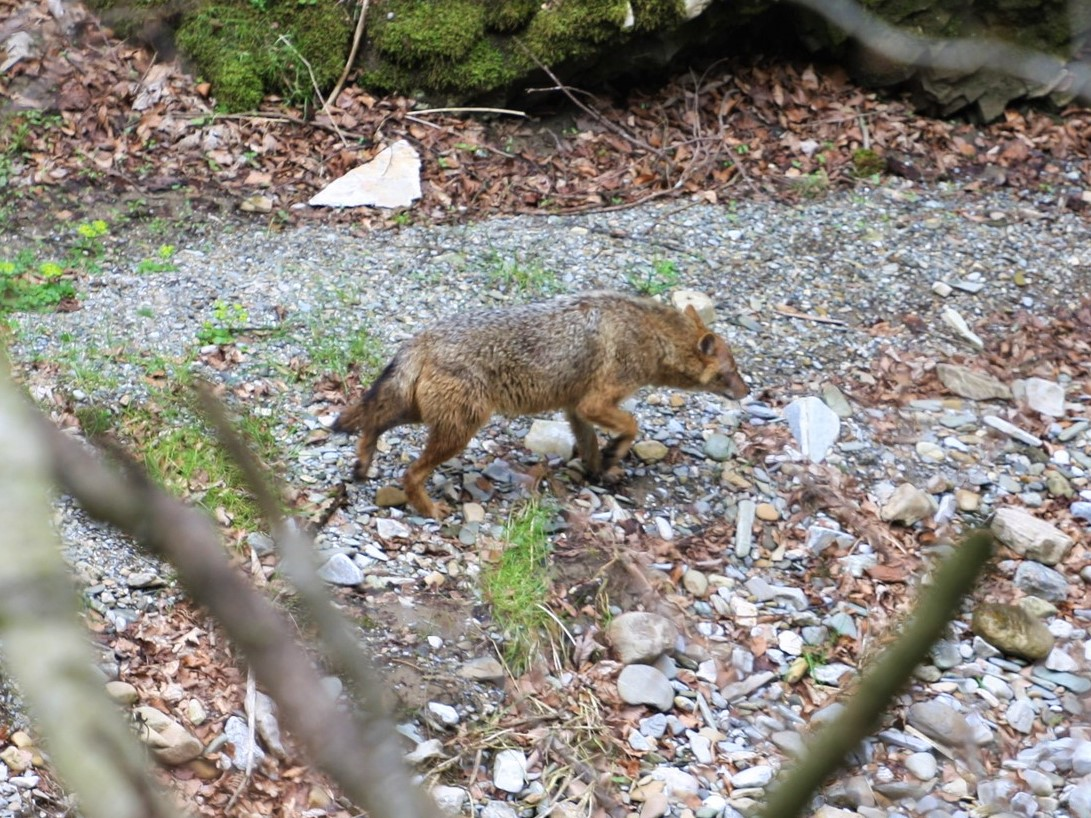
Sciacallo europeo presso il Distretto di Weiz, Austria

Nella Repubblica Ceca, un adulto morto fu trovato lungo una strada vicino a Podolí nel marzo del 2006.
Nel 2013, una popolazione isolata fu confermata nell'Estonia occidentale. Qui, lo sciacallo dorato è classificato come specie invasiva ed è oggetto di campagne di sterminio. Nonostante ciò, nel 2014 la specie si espanse ulteriormente nella regione di Läänemaa.
Nel settembre del 2015, un esemplare morto fu rinvenuto lungo una strada nei pressi di Karup, in Danimarca.
In Polonia, la presenza dello sciacallo dorato fu confermata nel 2015, grazie alla necroscopia di un esemplare abbattuto incidentalmente nel nord-ovest del paese e al fototrappolaggio di due esemplari vivi nella Polonia orientale.
Nel 2016, in Svizzera, un esemplare fu ucciso nel Canton Svitto dopo essere stato scambiato erroneamente per una volpe.

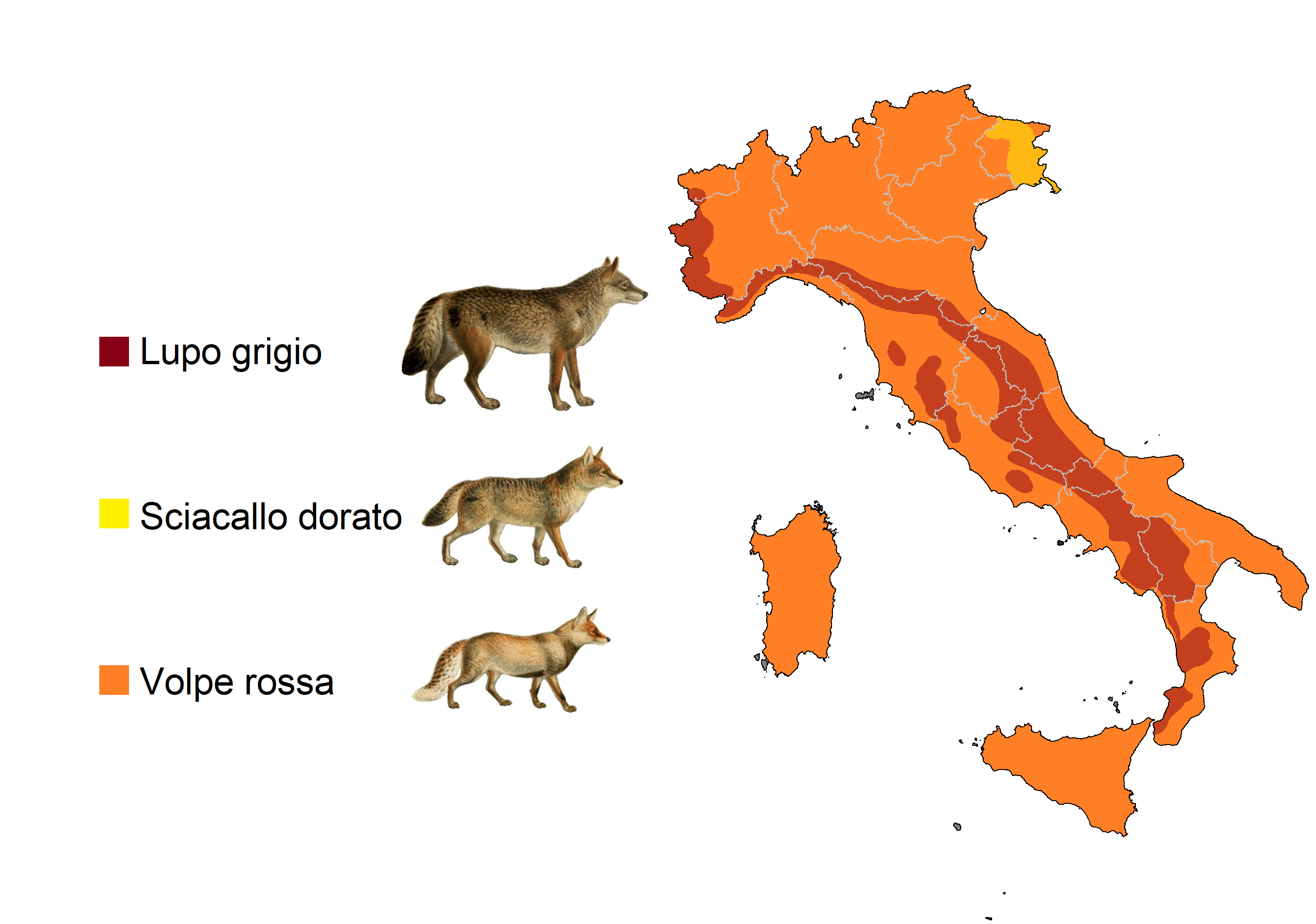
Areale dello sciacallo dorato in Italia (giallo) insieme agli altri canidi indigeni

Nel dicembre del 2017, uno sciacallo dorato fu fotografato vicino all'Alta Savoia, nella Francia sudorientale.

#### Italia
In Italia, lo sciacallo dorato non è mai stato presente, neppure allo stato fossile, fino al XX secolo. Attualmente, la specie è stabilmente presente in Friuli-Venezia Giulia, Veneto e Trentino-Alto Adige, con segnalazioni sempre più frequenti provenienti da altre regioni. La specie fece la sua prima comparsa nella Provincia di Belluno nel 1984, e un branco fu avvistato nel 1985 nei pressi di Udine. Nel 1992, un esemplare fu trovato morto in un incidente stradale in Veneto, e la presenza dello sciacallo fu successivamente confermata nella Provincia di Gorizia e nell'entroterra del Golfo di Trieste. Inizialmente, si trattava per lo più di giovani maschi vagabondi, ma nel 1994 fu rinvenuto un gruppo familiare in Agordino.
Nel dicembre 2009, la scoperta della carcassa di una femmina in Carnia confermò l'espansione della specie in Italia. Nello stesso anno, lo sciacallo fu segnalato anche in Trentino-Alto Adige, dove è probabile che abbia colonizzato la Val Pusteria. Il 24 maggio 2017, uno sciacallo dorato fu fotografato nella Provincia di Bergamo. Pochi giorni dopo, il 5 giugno 2017, un esemplare maschio fu avvistato nelle Valli mirandolesi in Provincia di Modena, e nel 2022 un altro esemplare fu segnalato a Brisighella.
Nell'estate del 2019, due esemplari furono dotati di radiocollari per studiare l'espansione territoriale della specie. Il primo, un maschio di 11 mesi chiamato "Alberto", fu investito da un'auto presso il casello autostradale di Gemona e rilasciato, dopo cure veterinarie, nel Comune di Osoppo il 9 aprile. Il secondo esemplare, "Yama", fu catturato presso la Riserva Naturale Regionale dei Laghi di Doberdò e Pietrarossa, in Provincia di Gorizia, ma morì il 20 settembre, investito lungo l'autostrada di Monfalcone.
Nel marzo 2021, un esemplare fu trovato morto sulla Provinciale 565 di Castellamonte, a Strambinello (TO), in Canavese. Il 5 dicembre 2021, un altro esemplare fu avvistato e fotografato nell'oasi della biodiversità di Cava Volpaie, nel Comune di Montemurlo (PO). Questo avvistamento rappresenta la punta più avanzata dell'espansione della specie verso l'Italia centrale. Gli operatori di Natural Oasis e della Fondazione Parsec ipotizzano che l'esemplare sia il primo arrivato in Toscana, oppure uno di molti già presenti, suggerendo che presto la specie potrebbe integrarsi nell’ecosistema regionale..
Nel 2020 lo sciacallo dorato fu avvistato tramite fototrappole nel Parco Nazionale del Circeo, espandendo così il suo areale fino al basso Lazio..
Al 2022, la popolazione di sciacallo dorato in Italia era stimata in circa 300 esemplari. La specie è protetta in Italia, e il WWF Italia ha dichiarato che il numero di esemplari potrebbe essere sottovalutato.

## Malattie e parassiti

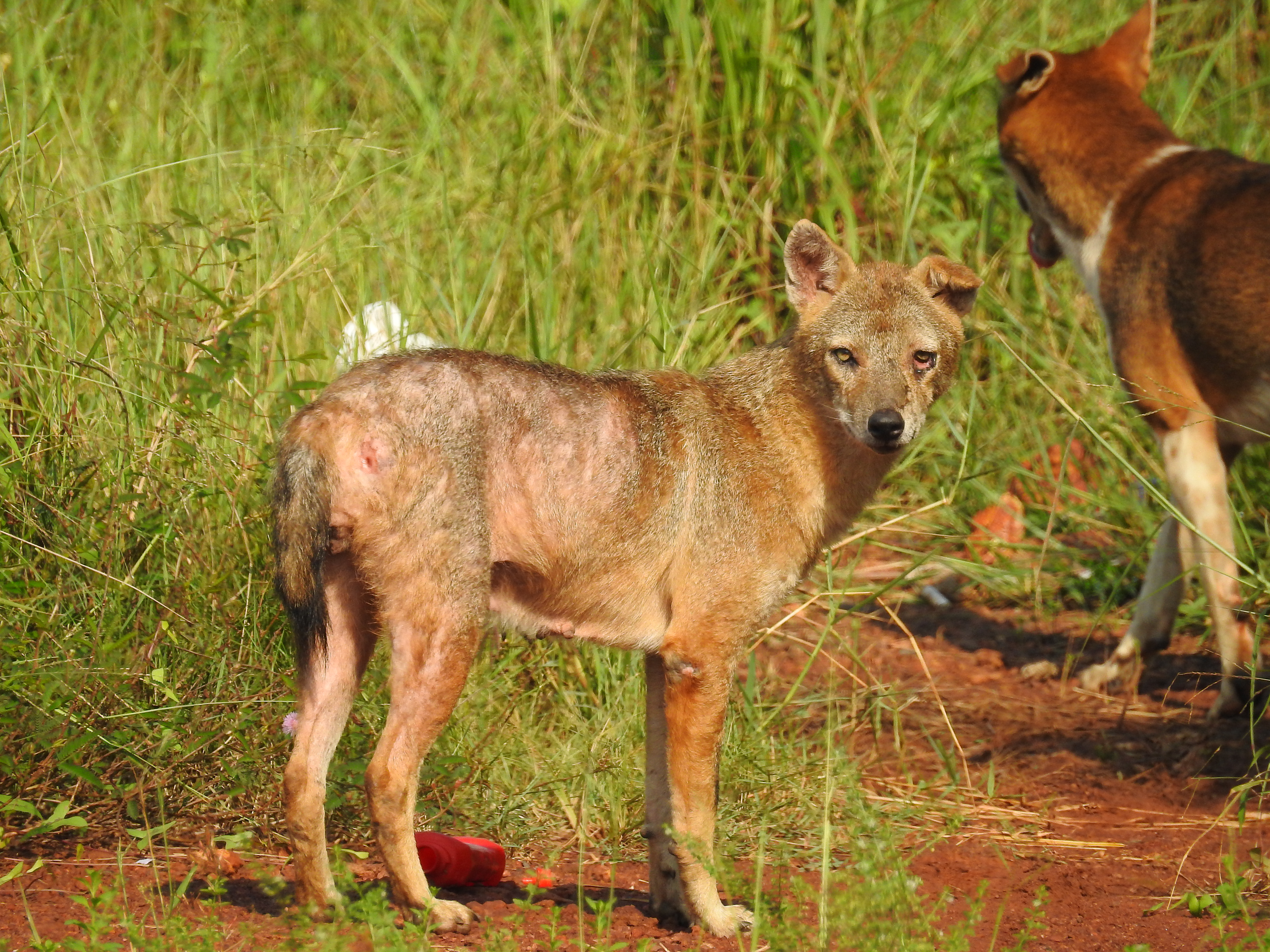
Sciacallo afflitto dalla scabbia

Gli sciacalli dorati possono trasmettere malattie e parassiti che rappresentano un rischio per la salute umana. Tra questi vi sono la rabbia e la leishmania di Donovan, un parassita innocuo per gli sciacalli ma che può causare la leishmaniosi nell'uomo. Negli sciacalli del Tagikistan sud-occidentale sono state riscontrate 16 specie di parassiti, tra cui cestodi, nematodi e acantocefali. Alcuni esempi includono: Sparganum mansoni, Diphyllobothrium mansonoides, Taenia hydatigena, T. pisiformis, T. ovis, Hydatigera taeniaeformis, Diphylidium caninum, Mesocestoides lineatus, Ancylostoma caninum, Uncinaria stenocephala, Dioctophyma renale, Toxocara canis, Toxascaris leonina, Dracunculus medinensis, Filariata e Macracanthorhynchus catulinum.
Gli sciacalli infetti da D. medinensis possono contaminare le fonti d'acqua con le uova del parassita, causando la dracunculiasi nell'uomo che beve tali acque. Inoltre, giocano un ruolo importante nella diffusione della cenurosi in ovini e bovini e del cimurro nei cani. Nel luglio 2006, in uno sciacallo in Romania è stata identificata la presenza di Trichinella britovi.
Gli sciacalli che si nutrono di pesci e molluschi possono contrarre la metagominiasi, una condizione recentemente riscontrata in un esemplare maschio dell'Italia nord-orientale. Sempre in Tagikistan, sugli sciacalli dorati sono state individuate almeno 12 specie di zecche, tra cui: Ixodes, Rhipicephalus turanicus, R. leporis, R. rossicus, R. sanguineus, R. pumilio, R. schulzei, Hyalomma anatolicum, H. scupense e H. asiaticum. Sono state inoltre trovate quattro specie di pulci (Pulex irritans, Xenopsylla nesokiae, Ctenocephalides canis e C. felis) e una specie di pidocchio (Trichodectes canis).
In Italia nord-orientale, gli sciacalli dorati sono portatori delle zecche Ixodes ricinus e Dermacentor reticulatus.

## Relazioni con l'uomo

### Ruolo in mitologia e letteratura

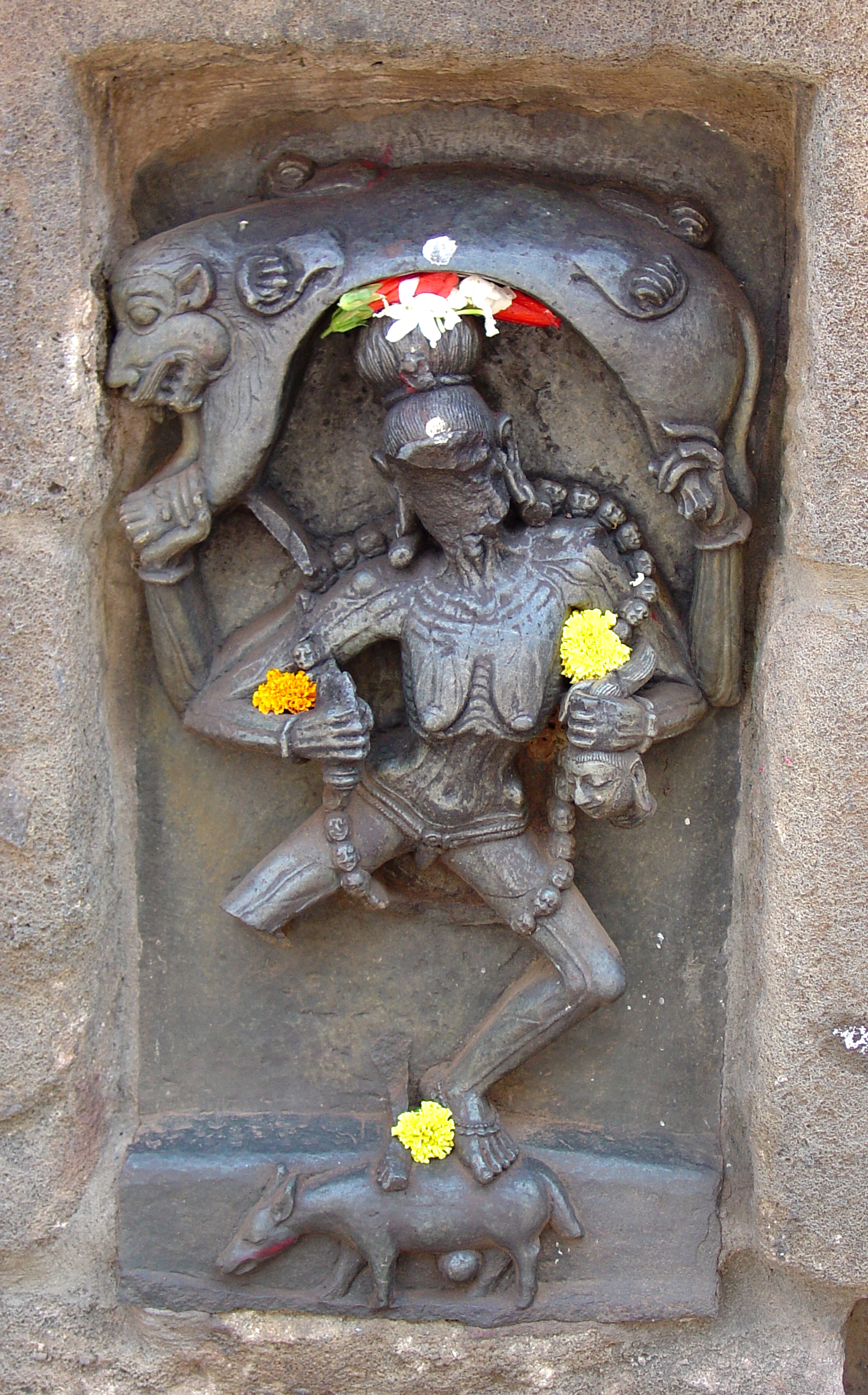
La dea Chamunda danzante sul dorso di uno sciacallo

La Versione Autorizzata di Re Giacomo della Bibbia non menziona mai gli sciacalli, probabilmente a causa di un errore di traduzione. Nei libri di Isaia, Michea, Giobbe e Malachia, si fa riferimento a «bestie selvatiche» e «draghi» che gridano nelle case e nei palazzi abbandonati. Le parole ebraiche originali sono rispettivamente lyim (urlatore) e tan. Secondo il biologo Michael Bright, tan si riferisce più propriamente allo sciacallo che al drago, poiché descrive un animale urlatore associato alla desolazione e agli edifici abbandonati, caratteristiche che si adattano bene al comportamento dello sciacallo dorato. Nel Libro di Geremia si fa riferimento agli sciacalli usando il termine shu'al, che può indicare sia volpi che sciacalli. Sebbene nelle traduzioni della Bibbia il termine venga reso come «volpe», il comportamento descritto, come il nutrirsi dei morti sui campi di battaglia (nei Libri delle Lamentazioni e dei Salmi), ricorda molto di più lo sciacallo. Alcuni studiosi ipotizzano che, data la rarità delle volpi in Israele, l'autore del Libro dei Giudici potrebbe aver descritto sciacalli dorati quando racconta come Sansone legò torce alle code di 300 volpi per distruggere i vigneti dei Filistei.

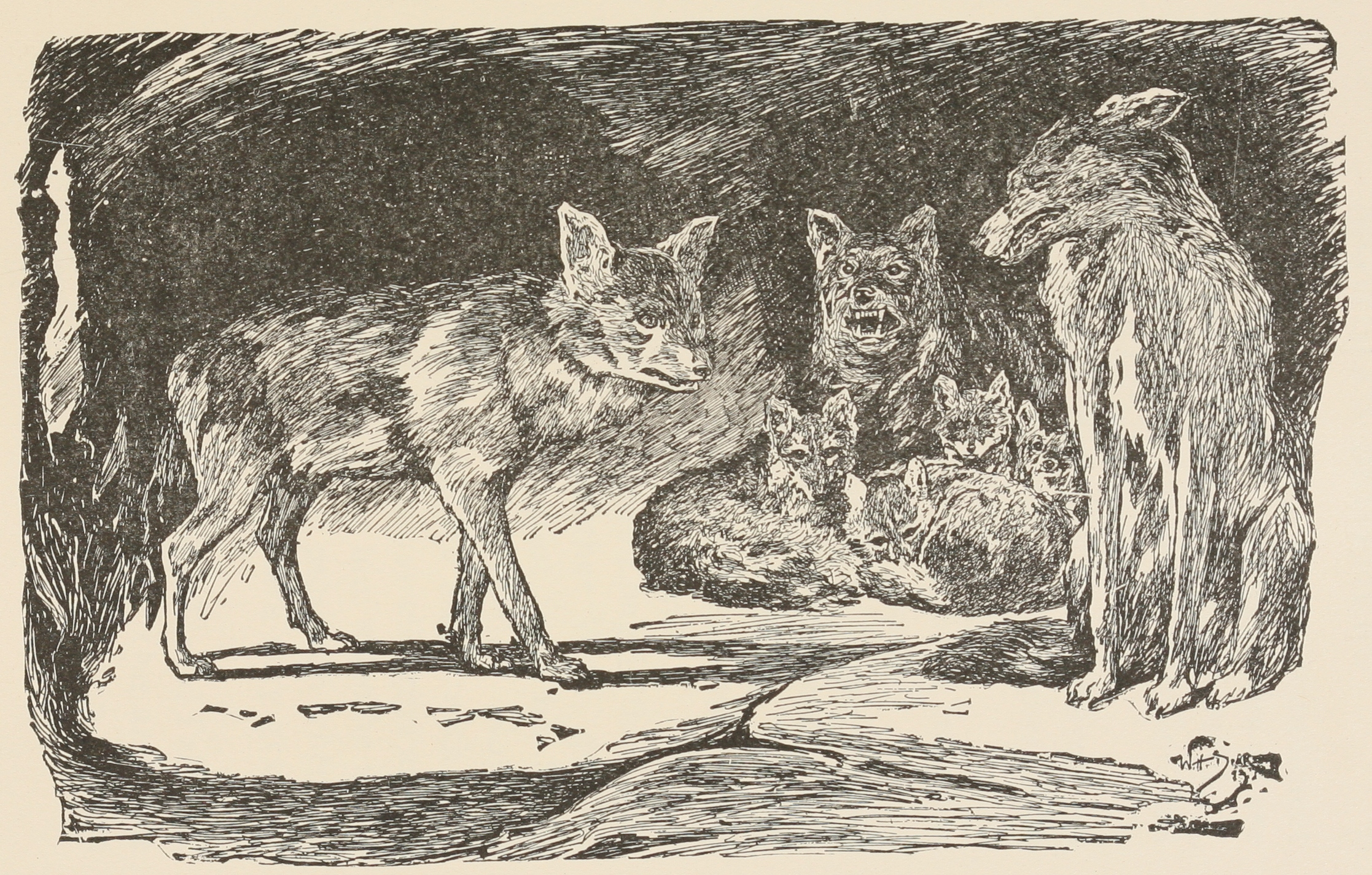
Tabaqui (a sinistra) tormenta Babbo Lupo e la sua famiglia in un'illustrazione a pagina 5 dell'edizione del 1895 dei Due Libri della Giungla di Rudyard Kipling

Lo sciacallo dorato è una figura ricorrente nel folklore e nei testi sacri indiani, come i Jātaka e il Pañcatantra, dove è spesso rappresentato in contesti di frode e inganno. Un detto popolare indiano lo descrive come «il più furbo tra le bestie, il corvo tra gli uccelli e il barbiere tra gli uomini». Sentire l'ululato di uno sciacallo o vederlo attraversare una strada a sinistra prima di un viaggio mattutino era considerato un segno di buona fortuna.
Nell'induismo, lo sciacallo dorato è raffigurato come il compagno di diverse divinità, in particolare di Chamunda, dea delle cremazioni, e di Kālī, che è spesso rappresentata circondata da milioni di sciacalli. Secondo il Tantrasāra, Kālī può apparire sotto forma di sciacallo se le viene offerta carne umana. Anche la dea Shivatudi è talvolta rappresentata con una testa di sciacallo.
Nelle storie di Mowgli di Rudyard Kipling raccolte ne Il libro della giungla, il personaggio Tabaqui viene raffigurato come uno sciacallo detestato dai lupi, a causa della sua cordialità falsa e della sua sottomissione a Shere Khan. È probabile che il suo nome deriva da tabáqi kūtta, cioè "cane leccapiatti".
Alcuni sciacalli dorati parlanti compaiono in Sciacalli e arabi di Franz Kafka; nel racconto questi animali convincono un viaggiatore europeo a porre fine a una faida tra loro e il popolo arabo.
Sebbene presenti in Europa, gli sciacalli compaiono molto raramente nel folklore e nella letteratura di questo continente. Testimonianze raccolte nell'entroterra alto-adriatico indicano che tutte le persone che ebbero a che fare con questi animali (cacciatori, guardiacaccia e abitanti locali) scambiarono regolarmente volpi rosse affette da rogna sarcoptica (o volpi in un particolare periodo della muta) per sciacalli dorati. Quando invece veniva avvistato un vero sciacallo dorato, quest'ultimo era spesso scambiato per un lupo o un lupacchiotto. La presenza di questi animali è stata in seguito accertata sia con trappole fotografiche che con un accurato studio delle impronte, le quali hanno confermato le precedenti osservazioni. Questa erronea e controversa percezione dello sciacallo dorato potrebbe essere dovuta al fatto che questo animale non compare nel folklore italiano o sloveno e nemmeno nelle tradizioni venatorie di tali Paesi.

### Danni a bestiame, selvaggina e raccolti

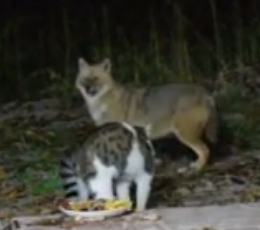
Sciacallo che affronta un gatto in Iran

Gli sciacalli dorati possono essere molto nocivi per le attività umane; essi attaccano animali domestici come tacchini, agnelli, pecore, capre e, in un caso documentato, perfino un piccolo bufalo d'acqua domestico. Distruggono molti vigneti e mangiano cocomeri, meloni e noci. In Grecia, gli sciacalli non tendono ad attaccare il bestiame, come i lupi e le volpi rosse, ma, quando sono in gran numero, possono divenire una seria minaccia per gli ovi-caprini. In Bulgaria meridionale, nel 1982-87 furono registrati 1 053 attacchi a ovi-caprini, soprattutto pecore e agnelli, oltre a varie uccisioni di cerbiatti nelle riserve di caccia. In Israele, circa l'1,5-1,9% dei vitelli che nascono sulle Alture del Golan muore a causa degli attacchi dei predatori, soprattutto sciacalli dorati. In entrambi i casi, si ritiene che l'elevato tasso di predazioni sia dovuto a un incremento della popolazione degli sciacalli causato dalla maggiore disponibilità di cibo fornita dalle discariche abusive. In queste aree sono anche state prese misure di prevenzione. Tuttavia, perfino senza di esse, in Bulgaria i danni provocati dagli sciacalli sono irrilevanti rispetto a quelli causati dai lupi. Gli sciacalli dorati sono estremamente dannosi anche per i roditori da pelliccia, come le nutrie e i topi muschiati. In molte aree dove vivono gli sciacalli le nutrie sono quasi completamente scomparse; durante l'inverno 1948-49, lungo l'Amu Darya, i topi muschiati costituivano il 12,3% dei contenuti fecali degli sciacalli e il 71% delle loro dimore andò distrutto a opera di questi Canidi (il 16% di esse congelò completamente e divenne inutilizzabile per i roditori). Gli sciacalli arrecano molti danni anche all'industria delle pellicce, divorando i topi muschiati presi in trappola e portando via le pelli stese fuori ad asciugare.

### Caccia
(Thomas Francis Dale)

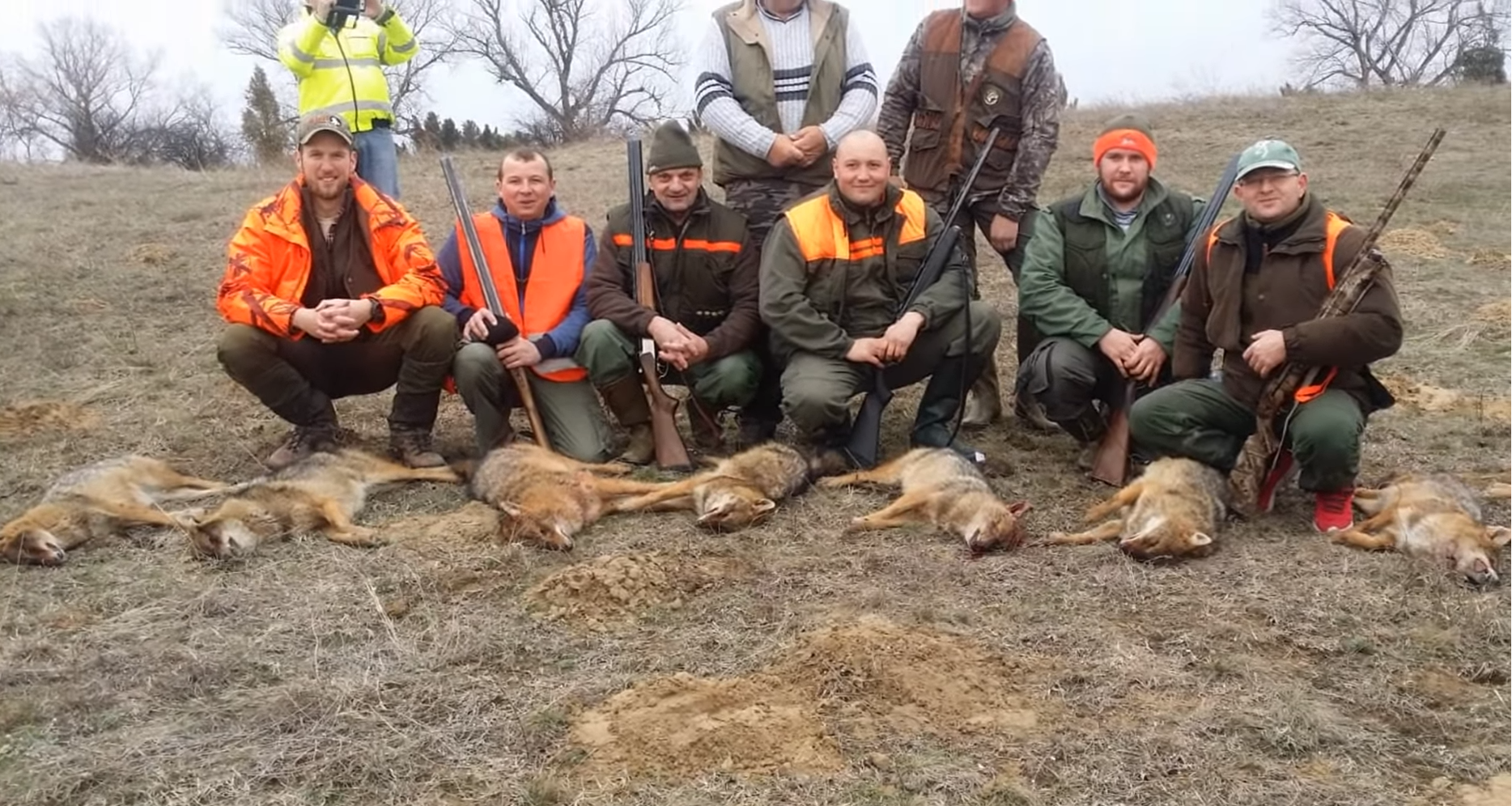
Sciacalli abbattuti in Voivodina, Serbia

Durante l'epoca imperiale Britannica, i cacciatori sportivi in India e Iraq cacciarono gli sciacalli in groppa ai cavalli con l'assistenza di cani da caccia come sostituto alla caccia alla volpe del Regno Unito. Benché lo sciacallo non fosse considerato fisicamente bello come la volpe, era comunque stimato per la sua resistenza durante la corsa, con almeno un inseguimento che durò tre ore e mezzo. Il clima e il terreno indiano, inoltre, offrivano sfide ai cacciatori di sciacalli non presenti in Inghilterra; i segugi indiani raramente erano della stessa qualità di quelli inglesi e, malgrado l'odore forte dello sciacallo, il terreno indiano non era favorevole nel ritenere gli odori. Gli sciacalli inoltre, al contrario delle volpi, furono visti sia fingersi la morte, che diventare ferocemente protettivi nei confronti dei loro compagni di branco. Gli sciacalli erano cacciati in tre modi: con i levrieri, con i foxhound e con squadre di bracchi misti. Dato che i levrieri erano troppo veloci per gli sciacalli, però, la caccia allo sciacallo con il loro ausilio non era considerato un vero sport, mentre mute di bracchi misti erano difficili da tenere sotto controllo. I cacciatori britannici categorizzavano gli sciacalli in tre tipi: lo spazzino urbano, ritenuto essere lento e così puzzolente da inorridire i cani, lo sciacallo del villaggio, più veloce e vigile e meno puzzolente, e lo sciacallo di pianura aperta, che ritenuto essere il più veloce e sportivo.
Certe popolazioni indiane, come i koli e i vaghir di Gujarat e Rajasthan e i narikurava di Tamil Nadu, cacciano e mangiano gli sciacalli, ma la maggior parte delle culture asiatiche meridionali li considerano animali impuri. Poiché gli sciacalli hanno cinque unghie, inoltre, dharma ne proibisce la consumazione. Nell'ex Unione Sovietica gli sciacalli non vengono catturati in gran numero e quando capita si tratta solitamente di esemplari rimasti in trappole destinate ad altri animali o abbattuti accidentalmente durante le battute di caccia. In Transcaucasia, gli sciacalli vengono catturati con grandi uncini da pesca collocati in pezzi di carne sospesi a 75–100 cm dal suolo con dei fili. L'unico modo che lo sciacallo ha di raggiungere la carne è quello di saltare: così facendo l'uncino penetra profondamente nel labbro o nella mascella.

### Utilizzo della pelliccia
In Russia e in altri Paesi dell'ex Unione Sovietica gli sciacalli dorati sono considerati animali da pelliccia, benché di scarsa qualità a causa del mantello rado, ispido e di tinta uniforme. Gli sciacalli asiatici e del Vicino Oriente danno pellicce più ispide ma tale problema può essere risolto durante le fasi di lavorazione. Dal momento che i peli di sciacallo sono molto poveri di fibra, le pelli che se ne ricavano hanno un aspetto appiattito. Le pellicce più soffici provengono dall'Elburz, nell'Iran settentrionale. Gli sciacalli venivano cacciati in gran numero per la pelliccia soprattutto nel XIX secolo: negli anni ottanta del XIX secolo a Mervsk venivano uccisi ogni anno circa 200 sciacalli. Nella regione di Zakatal, in Transcaucasia, nel 1896 vennero catturati 300 sciacalli. Durante questo periodo in Russia vennero uccisi in tutto 10 000 sciacalli, le cui pelli finirono quasi tutte sui mercati di Nizhegorod. All'inizio degli anni trenta, in Unione Sovietica venivano conciate ogni anno 20-25 000 pelli di sciacallo, ma il numero di questi animali era così grande da poter sostenere la cattura di un numero triplo di esemplari. Prima del 1949 e agli inizi della Guerra Fredda, la maggior parte delle pelli veniva esportata negli Stati Uniti d'America. Nonostante esistano variazioni geografiche, le pelli di sciacallo non vengono valutate secondo degli standard e sono utilizzate soprattutto per confezionare colletti, cappotti da donna e pellicce di poco prezzo.

### In cattività

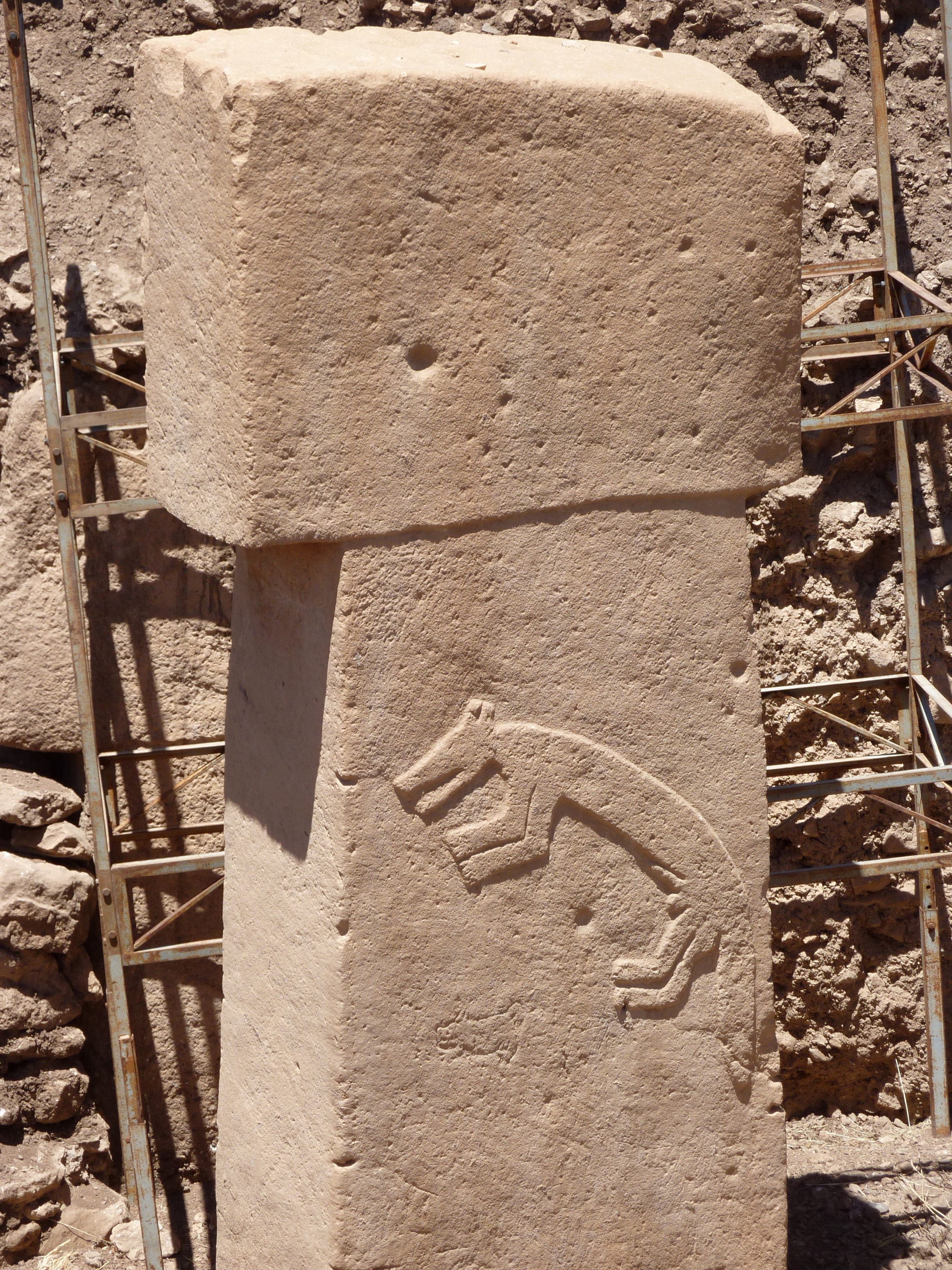
Pilastro antropomorfo con una scultura di sciacallo tra le braccia in Göbekli Tepe.

È possibile che lo sciacallo dorato fosse addomesticato già nella Turchia neolitica 11 000 anni fa, come dimostrato da una scultura di un uomo con uno sciacallo tra le braccia rinvenuto in Göbekli Tepe. Gli esploratori francesi del diciannovesimo secolo notarono che molti abitanti del Levante tenevano sciacalli in casa.
Gli sciacalli dorati sono presenti in quasi tutti gli zoo indiani; un'indagine nel 2000 rivelò la presenza di 67 maschi, 72 femmine ed esemplari di sesso indeterminato. Al di fuori dell'India, gli sciacalli dorati sono rari negli zoo occidentali, dove l'esteticamente più spettacolare sciacallo dalla gualdrappa è più comune.
La capacità dello sciacallo dorato di icrociarsi con i cani è stata attestata da lungo tempo dai naturalisti e ha portato a diversi sciacalli ibridi. I calmucchi in particolare spesso incrociavano i loro cani con gli sciacalli, pratica che, un tempo, era comune fra i pastori balcanici. Nel 1975, gli scienziati russi dell'Istituto di Ricerca Scientifica Likhachev per il Patrimonio Culturale e la Protezione Ambientale iniziarono un programma di riproduzione durante il quale vennero fatti incrociare degli sciacalli dorati con alcuni husky allo scopo di creare un ibrido dotato sia dello straordinario olfatto dello sciacallo che della resistenza al freddo dell'husky. In anni recenti, l'Aeroflot ha utilizzato dei particolari ibridi di sciacallo, noti come cani di Sulimov, per localizzare esplosivi difficilmente individuabili con le attrezzature meccaniche.